# 허목
허목(한국 한자: 許穆, 1596년 1월 10일(음력 1595년 12월 11일) ~ 1682년 6월 2일(음력 4월 27일))은 조선 시대 후기의 문신 및 유학자, 역사가이자 교육자 겸 정치인이며, 화가, 작가, 서예가, 사상가이다. 본관은 양천(陽川)으로, 자(字)는 문보(文甫)·문부(文父)·화보(和甫), 호(號)는 미수(眉叟), 태령노인(台領老人),대령노인(臺領老人), 석호장인(石戶丈人)이다. 별호는 미로(眉老), 희화(熙和), 공암지세(孔巖之世), 승명(承明)이고 별호로는 동교노인(東膠老人), 구주노인(九疇老人), 동서노인(東序老人), 이서포옹(二書圃翁), 시호는 문정(文正)이다.

## 주요 이력
과거에 급제하지 않고도 정승 반열에 올라 의정부우의정겸 영경연사에 이르렀다. 당색은 남인으로, 남인 중진이며, 청남의 영수였다. 학행으로 천거되어 관직에 올랐으며 효종 사후 제1차 예송 논쟁 당시 효종은 장남의 예로서 3년복을 입어야 한다고 주장하였으나 채택되지 않았고, 제2차 예송 논쟁 당시 인선왕후의 1년복이 채택되자 사헌부대사헌(司憲府大司憲), 이조참판(吏曹參判)에 발탁된 뒤 1675년 의정부우참찬(議政府右參贊) 겸 성균관제주(成均館祭酒), 의정부좌참찬, 이조판서(吏曹判書)를 거쳐 특별 승진하여 그해 의정부우의정(議政府右議政) 겸 영경연사, 사복시제조를 지냈다.
예송논쟁 기간 중 송시열의 사형을 주장하였고, 송시열에 대한 온건 처벌론을 주장하는 탁남의 허적, 권대운 등과 갈등하였다. 그뒤 북인 윤휴를 포섭하여 청남을 이끌었다. 지패법, 체찰사부 설치 등을 반대하였고, 1678년 판중추부사에 이르렀으나 허견의 옥사의 파편을 맞고 파면된다. 남인의 강경파 인사이자 윤선도, 윤증과 함께 남인의 저격수로 유명하였으며, 동시대의 정치가 우암 송시열, 송준길 등의 주요 정적(政敵)이자, 예송논쟁 당시 남인의 논객이었다.
이황과 조식의 제자인 한강 정구(鄭逑)의 문하에서 수학하다, 정구 사후 그의 수제자인 모계 문위(文緯)와 여헌 장현광의 문하에서 수학하였다. 정구에게 수학하였으나, 박지화의 제자였던 부친 허교와 외조부인 임제의 영향으로 천문, 지리, 도가 등에도 능통하였다 한다. 글씨에 해박한 지식을 가지고 조예가 깊어 자신의 독특한 필체인 미수체로 널리 알려져 있다. 남인에서도 청남에 속하며, 고결한 인품 덕분에 남인이 실각한 뒤에도 88세까지 천수를 누렸다. 서예의 대가였으며 전서체에 능했다. 사후 1689년 복관되고 왕명으로 저서가 간행되었으며, 1692년 증 의정부영의정에 증직되었다.
허목 자신은 이언적과 이황의 학맥을 계승한 성리학자였으나 서경덕과 조식 등 북인계 학통도 일부 계승하였다. 그는 후일 유형원, 이서우, 이담명, 이익 등에게로 학맥을 연결시킨, 성리학과 실학의 과도기적 역할을 수행하였다. 또한 목내선 등의 남인계 성리학자들도 그의 문하에서 다수 배출되었다. 시문에도 능하여 당대의 대가, 부호들이 그에게 묘비명과 신도비명을 부탁하였다. 그림에도 능하여 학문 교육 외에 그림 해설, 강의도 하여 화가들을 길러냈다. 인조 때의 남인 정승 오리 이원익의 손녀사위이다. 조선왕조 역사에서 과거에 급제하지 않고 정승이 된 몇안되는 인물이기도 하다. 이산해, 정언옹, 정구, 문위, 장현광의 문인이다.

## 생애

### 생애 초기

#### 출생과 가계

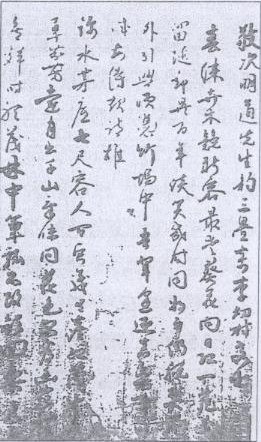
증조부 허자의 필적

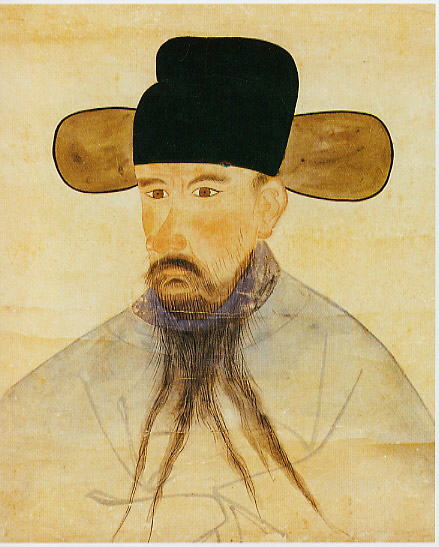
아버지 허교

미수 허목은 1595년(선조 28년) 또는 1593년(선조 26년) 12월 11일 한성부 창선방(彰善坊)에서 포천현감(抱川縣監)으로 사후 증 의정부영의정(贈領議政)에 추증된 허교(許喬)와 정랑(正郞) 백호(白湖) 임제(林悌)의 딸 임씨의 장남으로 태어났다. 증조는 동애 허자(東厓 許磁)로 훈구파의 일원이었고 증조모 전주이씨는 왕족으로 태종의 장남 양녕대군(讓寧大君)의 증손녀였다. 할아버지는 퇴계(退溪)가 그 학문과 덕망을 기린 송호처사(松湖處士) 허강(許橿)이고, 할머니 진주강씨는 문량공 강희맹(文良公 姜希孟)의 5대손이며, 사용(司勇) 강복(姜復)의 따님이다. 또한 할머니 진주강씨는 한훤당 김굉필의 문인이자 정암 조광조의 동문인 모재 김안국(慕齋金安國)의 외손녀이기도 하다.
아래로 남동생이 2명이 태어났는데, 동생 허의(許懿)는 율(律)에 능통하였고 인물화에 뛰어났다. 막내 아우 허서(許舒)는 초서와 예서에 뛰어났다. 외할아버지 임제는 시문 등에 두루 정통했으나, 조정이 동인과 서인으로 나뉘어 싸우는 것에 염증을 느꼈고, 조선이 중국의 속국과 같은 형태로 있는 것을 못마땅히 여겨 자신이 죽은 뒤에는 곡을 하지 못하게 했다 한다.
허목에게는 또 30년 이상 나이차이가 나는 서제(庶弟)가 몇명 더 있었는데, 아버지의 첩에게서는 허달(許達)과 또다른 서모에게서는 허순(許順)이라는 이복 동생들이 태어났다. 이복 동생 허순(許順)은 현종 때인 1672년 무과에 급제하였다.
아버지 허교(許喬)는 화담 서경덕의 제자인 박지화의 문인이었고, 외할아버지인 임제 역시 도학과 경학에 관심이 많았다. 허목은 유교를 신봉하는 성리학자였지만 아버지 허교와 외할아버지 임제, 아버지 허교의 스승인 박지화와 서경덕의 영향을 받아, 도학과 노장 사상에도 해박한 지식을 갖고 있었고, 유교, 성리학 외에도 사물의 현상에 대한 정답은 있을 것이라고 생각하였다.

#### 유년기

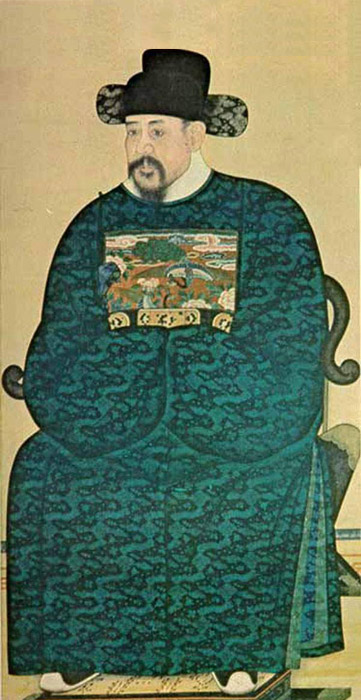
이산해
(서예와 그림에 능하여 많은 젊은이들이 그에게 그림과 서예를 배우러 찾아갔다.)

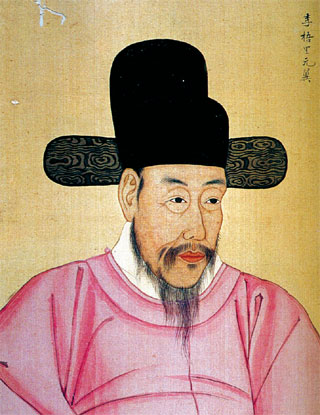
스승이자 처조부인 오리 이원익

그는 어려서부터 총명하여 기억력이 좋고 학업에 전념하였으며 9세에 입학하여 10세 때 관립 서당에서 동몽교관(敎官)에게 수학하였고 총산(蔥山) 정언옹(鄭彦옹) 선생에게서 예기와 단궁(檀弓)을 배웠다. 그는 조선의 문인으로서는 드물게 활쏘기와 무예 재주에도 능했다. 아버지 허교는 그에게 관직에 나가지 말라고 권고하였으나 후일 효종의 거듭된 부름과 가르침을 청하니, 어머니 임씨에게 허락을 받고 관직에 나가기도 했다.
그는 10대 초반의 나이에 당대에 영의정을 지낸 북인(北人) 아계 이산해(李山海)의 문하에도 출입했다. 그러나 이산해가 인목대비 폐모론에 가담하지는 않았으므로 인조반정 이후 연좌되지는 않았다. 그는 시흥군 광명에 은퇴해 있던 남인 재상 오리 이원익(李元翼)의 문하에도 출입하여 수학하였다. 그뒤 그가 21세 되던 해에 총산(鄭怱) 정언옹선생의 문하생이 되어 예기(禮記) 단궁(檀弓)편을 배웠다. 이 시절부터 이미 허목의 예론의 조예를 갖추게 되었고 23세에 부친의 임지인 거창으로 가서 모계(茅溪) 문위(文緯)를 찾아 뵙고 그의 학당에 출입하며 배우게 되었다. 스승 모계 문위는 이황과 조식의 학통을 계승한 한강 정구의 제자였다.
1613년(광해군 5) 이원익(李元翼)의 손녀와 혼인하였다.

#### 결혼
어느날 정승 오리 이원익 대감이 퇴청을 하여 길을 가고 있었는데, 아이들 몇 몇이 놀고 있는 것을 보았다. 놀고 있는 아이들 중 씩씩하고 기개가 있어 보이는 아이가 있어 유심히 살펴보다, 평교자를 세우게 하고 내려서서 너는 어느집 아이냐 하고 이름과 가계를 물으니, 흐트러진 옷 매무새를 바로 잡고, 다소곳이 서서 성은 양천인 허씨이고, 이름은 목이라 대답하는 한 편, 아버지는 현감이고 증조부가 좌찬성 자라고 대답을 했다. 오리 대감은 아주 흡족한 미소를 띠우고 집으로 돌아와 그 날 있었던 일을 부인에게 이야기 하는 한 편, 이 아이가 내 뒤를 이어 이 나라의 훌륭한 정승이 될 아이요 하면서 훗 날 손녀 사위를 삼았으면 좋겠다고 하면서 아들 내외에게도 이 이야기를 전했다. 그러나, 아들 내외는 좀 더 부유한 집안으로 혼 처를 정했으면 좋겠다고 하면서 반대를 했다. 그러자 오리 대감은 아들 내외를 꾸짖으며 그 아이가 장차 큰 인물이 될 텐데 돈이 왜 중요하냐고 아들 내외를 꾸짖으며 혼사에 고집을 세웠다. 마침내 오리 대감은 그 아이 집으로 집사 여러차례 보내어 혼인 승락을 받아 냈다.

집안이 가난하고 가세가 몰락하여 그는 오래도록 혼처를 찾지 못하고 있었다. 그는 19세에 스승의 한사람인 오리 이원익의 손녀와 결혼하게 되는데, 처음에 그의 행색을 본 신부의 부모는 반대하였으나 처조부가 되는 이원익이 적극 찬성하여 성사되었다 한다. 또한 이원익으로부터 정승감이라고 인정받았다고 한다.
이원익에게는 결혼을 해야 할 나이 든 손녀가 있었다. 그래서 오리 이원익 대감은 오며 가며 손녀사위 감을 찾느라고 분주했다. 어느 날 정승의 눈에 번쩍 뜨인 젊은이를 만났다. 그래서 하인을 시켜 집으로 오게 하여 이것저것 물어보았다. 정승의 마음에 들었다. 그래서 부인에게 말했다. 부인은 펄쩍 뛰면서 반대했다. "아니 대감, 신랑을 길에서 얻는 것도 아닐 텐데 무슨 말씀입니까? 대체 그래 어느 집안의 자식이랍디까?” 하자 정승은 “시골의 가난한 선비의 자식이라오.” 하니까 부인은 “대감, 그동안 좋은 댁의 청혼도 거절하고 고르신 것이 겨우 시골 가난뱅이 선비의 자식이란 말이오?" 하고 투덜거렸다.
관상을 볼 줄 알았던 이원익은 허목의 사람됨됨이를 한눈에 알아보고 손녀사위감으로 정했다고 한다. 처조모가 되는 이원익의 처, 장인인 이의전 내외, 처숙모 등은 그가 가난한 집안 사람이고 별다른 재주가 없는 점을 들어 딸이 고생할 것이라며 반대했었는데 이원익이 그를 알아보고 손녀사위로 결정하여 성사되었다는 것이다. 이원익은 손녀사위감인 그의 관상을 보고 후일 재상이 될 재목이라고 평하였다. 당시 다른 사람들은 이원익의 말을 이해하지 못했다 한다.
시간이 지나 어느덧 혼례를 치르게 되었다. 하인이 신랑이 있는 방으로 음식상을 가지고 들어가자 신랑은 벌떡 일어나더니 밥상을 두 손으로 받기에 하도 이상하여 하인이 “어찌하여 상을 직접 받으십니까?”라며 그 연유를 물었다. 신랑은 “여보게 음식은 사람에게 가장 소중한 것이거늘 어찌 앉아서 받을 수 있단 말인가”하고 대답하였다. 하인은 그렇겠다고 고개를 끄떡였다. 신랑은 바로 허목이었다. 집안의 모든 사람들이 신랑을 못마땅하게 여겼지만 이원익 정승만은 그렇지 않았다.하루는 이원익이 허목을 불러 여행을 하면서 학문을 닦으면 어떠냐고 물었다. 그래서 허목은 여행을 떠났다. 약 석 달 만에 집으로 돌아왔다. 오리 정승은 “잘 다녀왔느냐? 그래 어느 곳에서 누구를 만났느냐?”고 물었다. 허목은 “예, 장여헌 선생이라는 훌륭한 선비를 만나 학문을 배우고 책을 얻어 왔습니다.” 하자 오리 정승은 매우 만족해했다. 마침내 허목은 정승이 본대로 우의정이란 높은 벼슬까지 오르게 되었다.는 것이다.

### 청소년기

#### 학문 수학과 청소년기
1617년(광해군 9년) 거창현감에 임명된 아버지 허교의 임지를 따라 거창(居昌)으로 따라가 삼종형인 관설 허후(觀雪 許厚)와 함께 유학자 모계 문위(茅溪 文緯)의 문하에서 수학하였다. 그뒤 모계 문위의 추천으로 다시 삼종형 관설 허후와 함께 경상북도 성주(星州)로 한강 정구(鄭逑)를 찾아가 스승으로 모시고 오랫 동안 학문을 연마했다. 한강 정구는 퇴계 이황과 남명 조식의 문하에 모두 출입하면서 수학하며 학문 연마에 정진하였고, 남인계 예학과 왕사부동례(왕과 사대부의 예는 같을 수 없다.)설의 창시자이기도 했다.
한강 정구는 심학(心學) 예학(禮學)에 정통하였으며 문학, 의학, 서예, 풍수지리, 점술, 지지(地誌) 등 실로 다방면에 걸쳐 박학다식한데다 매우 실용적이었다. 주자에 정통하면서도 주자학만을 강요하지는 않는 독특한 자세를 취하기도 했다. 이러한 한강 정구의 가르침은 허목에게 깊은 영향을 끼쳐 학문적 경지를 넓고 깊게 천착시켜 주었고 현실에 밀착할 수 있는 실학으로 접목케 하였다.

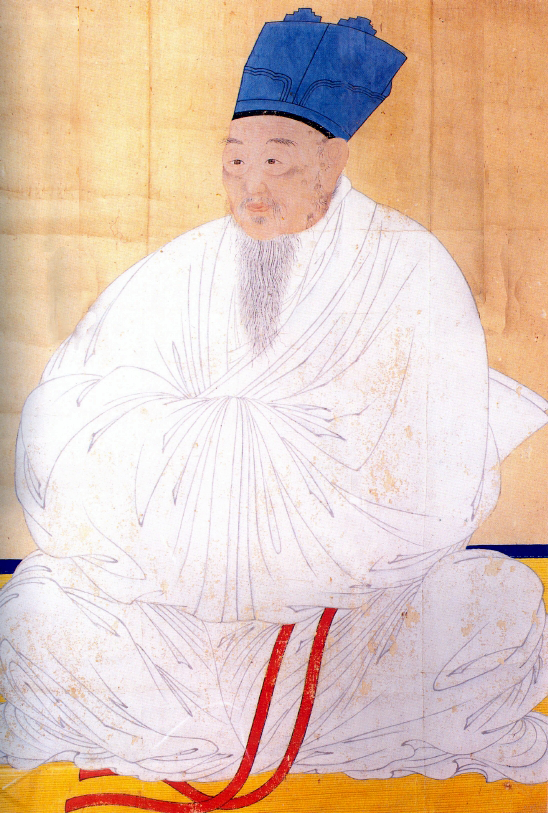
스승 여헌 장현광 영정
(정구 사후 그는 장현광과 문위의 문하에서 계속 수학하였다.)

또한 정구의 수제자이자, 또다른 영남의 대학자 여헌(旅軒) 장현광(張顯光) 등의 문하에도 출입하여, 그로부터 수학, 담론하며 학식을 넓혔다. 한강 정구의 사후 여헌 장현광]의 문하에서 수학하며 영남의 양쪽 학통을 계승하였다. 장현광이 사망하기 전까지 그는 편지를 주고 받으며 세상의 도리를 문답하였다. 그는 또한 평소에도 독서를 게을리하지 않았다.

#### 광해군의 정책 비판과 낙향
광해군의 임해군 사형과 연이어 영창대군을 사사하고 인목대비 폐모론이 나오자 그는 유생의 신분으로 광해군의 인목대비 폐모론에 반대하였다. 그러나 받아들여지지 않는다. 이후 광해군의 인목대비 폐모 등에 반발하여 관직에 나가지 않고 스승 정구의 문하에서 성리학과 예학 등을 수학하며 학문을 연마하다가, 정구 사후 인조반정 이후 고향으로 돌아왔다.
1620년(광해군 13년) 스승 한강 정구가 타계하자 상복을 입고 애사(哀詞)를 지어 바쳤다. 수 많은 정구의 문도 가운데 허목은 가장 연소하였으나 뒷날 퇴계 이황, 남명 조식, 한강 정구의 학통을 근기지방으로 가져와 근기학파(近畿學派)를 형성시킴으로써 이황의 다른 제자들인 서애(西厓) 유성룡, 소고 박승임 학봉 김성일(鶴峯 金誠一)의 문인과 후계자들이 영남학파를, 조식의 다른 제자들인 김우옹 등이 경상좌도 학파를 이룬데 비해, 경기도 지역에 이황과 조식의 학통을 전수하여 근기학파를 형성했다. 근기학파에서 남인계실학이 분파되었으며, 이황과 조식의 학통을 모두 계승하였기에 다소 이황의 이기이원론이나 조식의 실용사상이 혼재되어 있었다. 이후 그는 관직에 욕심부리지 않고, 50여 세가 되도록 세상에 알려지지 않고 학문 연구와 후학 교육 등에 진력하여 일가를 이루었다.
그는 아호를 스스로 미수(眉叟)라고 지었는데, 이는 '눈썹이 길어 눈을 덮으므로 별호를 미수라 정했다고' 한다. 재물욕심이 없어 생활은 가난하였으나 그의 아내는 불평한번 하지 않았고, 이는 그의 학문 활동에 큰 힘이 되었다.

### 청년기, 학문 연구

#### 인조 반정 이후

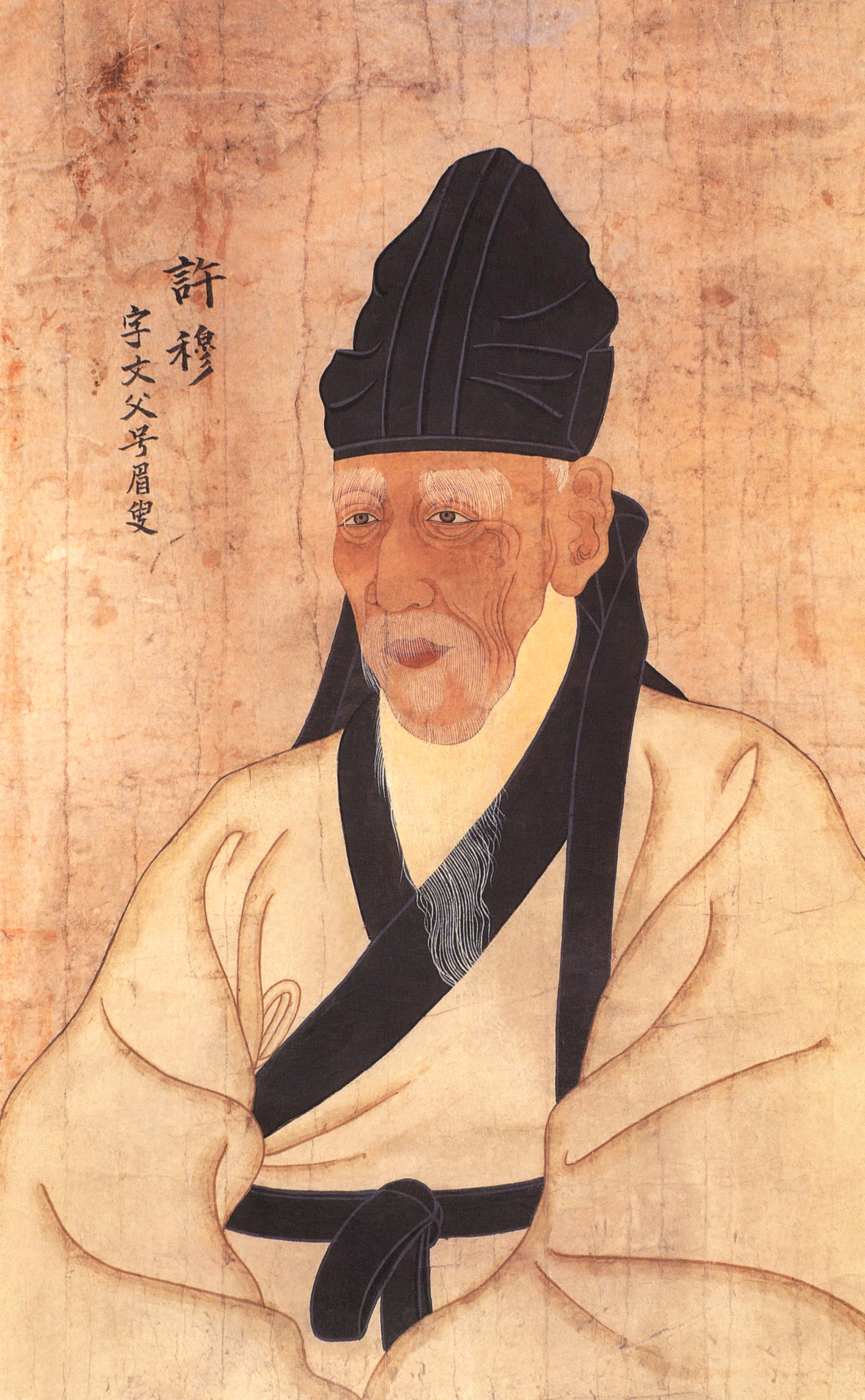
허목

허목은 젊은 시절 과거 공부를 하던 중 왕의 심기를 거슬러 나라에선 그에게 평생 과거를 못 보게 만들었다. 그래서 스스로 산림에 묻혀 글만 읽다가 효종 때에 56세 나이로 말단 벼슬인 능참봉이 내려졌고 그 후 80세에는 정승까지 올랐다.
1624년(인조 2년) 경기도 광주군(廣州郡) 남종면 우천(牛川)의 자봉산(紫峯山)에 들어가 은거하며 학문에 전념하였다. 이때 독서와 글씨에 전념해 그의 독특한 전서(篆書)를 완성하였다. 이듬해 사부학당(四部學堂) 중 동부학당(東部學堂)의 유생이 되었다. 1626년(인조 4년) 1월 14일에 인조의 생모인 계운궁(啓運宮) 구씨가 죽자 인조는 자신의 모친의 장례식을 성대히 하려 했다. 예관들은 왕자 군부인의 예로서 장례를 치뤄야 된다고 주장했고, 이때 인조는 스스로 주상(主喪)이 되고자 했으나 뜻을 이루지 못했고 상복도 3년복을 입으려다 1년복을 입을 수밖에 없었다. 이때 허목은 인조의 생모 계운궁 구씨의 복상 문제와 관련하여 1년복을 입어야 된다고 주장했다가 인조의 눈밖에 났다.
1626년(인조 4년) 유생으로서 동학(東學)의 재임(齋任)을 맡고 있을 때 인조의 생모 계운궁 구씨(啓運宮 具氏)의 복상(服喪)문제와 관련 생부 정원대원군(定遠大院君)을 왕으로 추숭하려는 인조의 뜻에 부합하여 성리학자 박지계(朴知誡) 등을 중심으로 원종(元宗)의 추숭론(追崇論)을 제창하자, 허목은 원칙을 거스르고 임금의 뜻에 영합하여 예(禮)를 혼란시킨다고 규탄, "예를 어기고 임금에게 아첨하였다"며 유적(儒籍)에서 제적(除籍) 하는 유벌을 가하였다.

#### 과거 시험 단념과 학문 연구

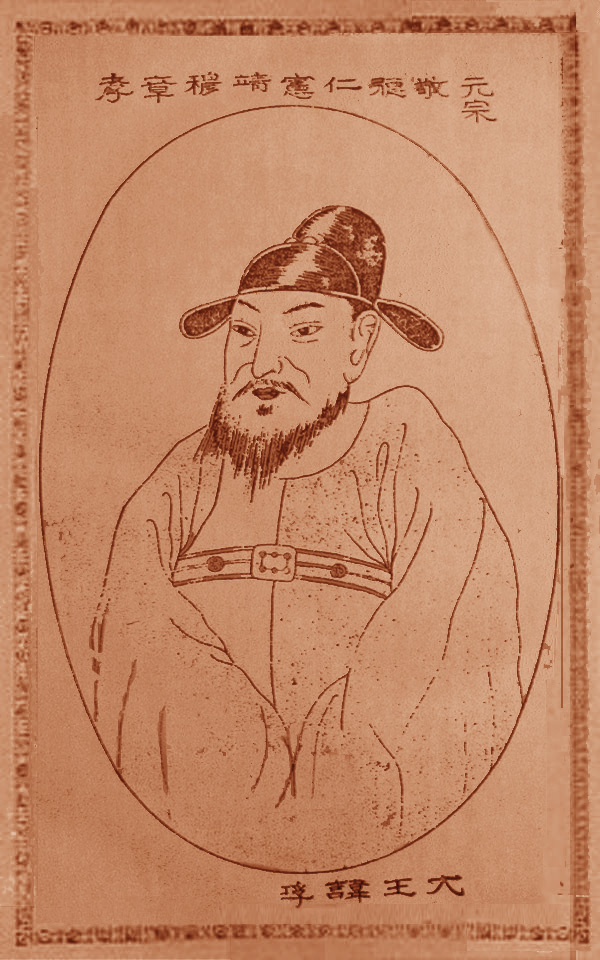
인조의 생부 정원군

1628년(인조 6) 인조가 다시 생부 정원대원군을 왕으로 추숭하려 하였다. 이때 정원대원군 추상은 부당하다며 인조가 선조의 대통을 계승했음을 주장했다. 그는 고례를 근거로 선조를 황고로 하고 정원군은 황숙고로 해야 된다며 인조의 정원대원군 국왕 추숭론(追崇論)에 반대하고, 추숭에 찬성하는 학자들을 시류에 영합한 자들이라며 비판, 규탄하다가 다시 인조의 눈밖에 나면서 그는 왕명으로 정거(停擧)의 벌을 받게 되었다. 뒤에 벌이 풀렸으나 과거 시험에 응시하지 않고 광주 자봉산에 입산, 은거하면서 독서, 학문 연구와 후학 양성에만 전념 하였다.
이후 한강 정구(寒岡 鄭逑)의 제자이자, 옛 스승인 모계 문위(茅溪 文緯)를 찾아가 다시 그의 문하에서 수학하며 이황-정구-문위로 이어지는 영남학통(嶺南學統)을 이었으며 관직에 뜻을 두지 않고 전국의 명소와 산천을 주유하면서 견문을 넓히고 호연지기(浩然之氣)를 길렀으며, 지방의 사림(士林)들과 많이 만나 종유했다.

#### 이이, 성혼의 문묘종사 반대 운동
인조 즉위 초부터 시종 율곡 이이와 우계 성혼의 문묘 종사를 놓고 논란이 발생했다. 남인 중에서 율곡과 우계의 문묘 종사를 반대한 핵심 인물들은 미수 허목과 고산 윤선도, 백호 윤휴 등이었다. 허목은 이이가 승려라며 불교 승려이자 노장 사상에 치우친 인물이라며 문묘 종사는 가당치 않다고 주장했고, 서인들과 논쟁을 벌였다.
율우의 문묘종사 논쟁이 벌어지자 허목은 이이를 유학자의 옷을 입은 불교 승려라고 비판했다. 허목이 율곡 이이의 문묘 종사를 반대한 명목은 그의 학문이 유교가 아닌 불교에 바탕을 두었다는 것이었다.
학문에는 차례가 있고 공(功)에는 순서가 있다. 율곡은 한갓 큰 것을 이기려는 굉장한 논의를 갖고서 자신이 (싸움에서) 이기기만을 힘썼다. 그는 '먼저 중요한 길을 찾아 문정(門庭)을 훤히 연 뒤에라야 정해진 방향이 없이 널리 배울 수가 있다'라고 하였다. 이는 도(道)를 보는 것을 먼저 하고 학문을 뒤로 돌린 것으로 학문 방법을 거꾸로 한 것이다. 이는 불교의 돈오법(頓悟法)이지 공자의 가르침이 아니다.

허목에 의하면 율곡의 학문은 종합에서 부분으로 들어가는 것인데, 이는 불교의 논리이지 유학자의 논리가 아니라는 비판이었다.
허목은 이이를 유학자가 아니라 승려로 규정했다. 즉 율곡은 유학자가 아니라 유학자의 옷을 입은 불교 승려에 불과한데 승려를 어떻게 문묘에 종사하느냐는 비난인 셈이었다. 허목의 비판은 결국 율곡 이이의 출가 경력을 정치적으로 이용해 그의 문묘종사를 막으려는 당파적 비판에 지나지 않는 것이었다. 허목, 윤휴, 윤선도는 이율곡은 스님일 뿐이라는 고집을 꺾지 않았다. 이런 시절 한때의 방황을 이들은 이해하지 않았다.
허목은 성혼을 비판해 말했다.
임진왜란 때 임금이 서쪽으로 몽진했는데, 성혼은 파주에 살면서 임금의 수레가 지나가는데도 나와 보지도 않으면서 말하기를, '국도를 떠난 뒤에는 임금을 호종할 의무가 없다'고 했다.

그가 이율곡을 학자가 아니라 불교 승려라고 지적하자 분노한 송시열은 그를 이단 사이비라 공격하고 사문난적이라고 비난하였다.

#### 병자호란과 출사
1636년 41세 때 병자호란(丙子胡亂)이 일어나자 영동(嶺東)으로 피난하였다. 1636년 12월 미수는 강원도로 피란을 하였다가 선대의 고향인 연천으로 돌아오니, 동생인 죽천(竹泉) 허의(許懿)가 모친을 모시고 남쪽으로 내려가고 없었다. 행정리는 허목의 동생 죽천 허의의 처외가인 순흥안씨들이 살고 있는 고장이었다. 미수는 모친이 계신 의령으로 내려와 모친이 돌아가실 때까지 경상남도 의령에서 지냈다. 그때 세 그루의 은행나무를 심어놓은 것이 지금의 행정리라는 지명이 되었다고 전한다. 1637년 다시 호란을 피해 강원도로 가 강릉, 원주에서 잠시 머무르다가 경상북도 상주에 이르렀다.
1638년(인조 16년) 인조가 청나라에 항복했다는 소식을 듣고 주변의 조정 출사 권유를 받았으나 거절했다. 출사 권유를 뿌리친 뒤 모부인이 계시던 경상남도 의령(宜寧) 모의촌(慕義村)으로 내려가 생활했다. 1641년 다시 사천(泗川)으로 이주했다가, 창원(昌原), 칠원(柒原) 등지에 10여년간을 우거하면서 강론(講論)과 저술(著述)을 게을리 하지 않는 한편 지리산 남해안을 유상(遊賞)하고 선세유적(先世遺跡)을 기행, 답사 하였다.
교육 활동에 전념하던 그는 수많은 문하생을 배출했고, 그 중 유형원, 이서우, 이담명, 목내선 등은 그의 문하생들 중 저명한 문인이자 성리학자들이었다. 정묘호란과 병자호란 이후 치욕을 갚아야 된다는 견해가 나오면서 북벌론이 제기되었다. 그러나 준비없는 북벌론은 공리공담이라며 비판적인 입장을 보였다. 한편 주변에서는 계속 그에게 출사를 종용, 권유했고 그는 이를 계속 거절하였다. 1646년(인조 24년) 경기도 연천으로 들어가 경학 연구에 전념하다 1647년(인조 25년) 어머니 나주 임씨의 상을 당하자 상중에 《경례유찬》(經禮類纂)을 저술하기 시작, 3년 뒤 상례편(喪禮篇)을 완성한다. 그뒤 1649년 효종 즉위 후 학행으로 천거되어 참봉(參奉)이 되었으나 고사하고 취임하지 않았다.

### 정치 활동

#### 출사와 사퇴
1650년(효종 1년) 정월에 그는 "박학능문(博學能文)하며 그 뜻이 고상(高尙)하다"는 천목(薦目)으로 추천되어 정릉참봉(靖陵參奉)에 제수되자 그의 어머니가 "선인께서 아들이 벼슬길에 나가는 것을 바라지는 않았으나 굳이 말리지는 않겠다고" 하자 그는 수긍하고 관직에 나갔으나 1개월 만에 그만 두었다. 1651년(효종 2) 10월 내시교관(內侍敎官)으로 임명되었다. 1652년 조지서사지에 임명되고, 조봉대부(朝奉大夫) 조지서별좌(造紙署別座)에 제수되어 상경하였으나 그해 6월에 공조좌랑(工曹佐郞)에 제수되자 사직하고 내려가 부임하지 않았다.
그뒤 다시 내시교관에 제수되어 상경했으나 1652년 병으로 사퇴하였다. 1653년 부인 전주 이씨가 병으로 죽었다. 그에게는 몇 명의 첩이 있었는데, 한 명의 첩에게서는 두 명의 서녀를 보고 다른 첩에게서도 서자를 보았다.
1655년(효종 6) 의정부우의정 심지원(沈之源)과 병조 판서 원두표(元斗杓) 등의 천거로 윤휴와 함께 발탁되었다. 우의정 심지원은 "허목(許穆)·윤휴(尹鐫)가 힘써 배워 재주가 많으며 행실이 남보다 낫다 하니, 이러한 사람은 발탁하여 써서 권장되게 해야 하겠습니다."라 하여 그들을 발탁하여 교육과 학문연구 등 문풍 진작에 힘써야 된다고 주장하였다. 곧 허목은 경연관으로 발탁되었다.

#### 관료 생활 초기
1656년 조지서별좌(造紙署別坐)를 거쳐 공조정랑(工曹正郞)이 되었다. 용궁현감(龍宮縣監)에 제수되자 사양하고 취임하지 않았다. 1657년(효종 8년) 공조정랑에 임명되어 출사하였다가 다시 사헌부지평이 되었고 바로 사복시주부에 임명됐다가, 그해 7월 공조좌랑으로 승진하였으나 사직하였다. 그러나 그뒤 사헌부지평(司憲府 持平)에 두 차례 제수되자 번번히 사양 하였으나 허락을 얻지 못하여 부득이 효종 앞에 나아가 사례하고 사퇴 상소와 함께 임금이 지닐 덕과 시정의 폐단, 정치의 잘못을 비판, 지적한 '군덕정폐소'(君德政弊疎)를 올린 다음 향리 연천으로 돌아왔다. 그뒤 다시 사복시주부에 임명되었으나 사양하였다.
1657년 하순 그뒤 사헌부장령(掌令)이 되고 12월 사헌부지평이 되었으나 사양하다가, 1658년(효종 9년) 1월 다시 사헌부지평에 다시 천거되어 취임하여 상경하였다. 그해 3월에 부사용(副司勇)을 거쳐 다시 사헌부지평이 되었다. 4월에 또 다시 부사용에 임명되었으나 사양하였다. 계속 사양하다가 1658년 5월에는 봉정대부(奉正大夫)에 임명되자 하는수 없이 도성으로 올라와 출사하였다. 바로 사헌부 지평에 제수되고, 경연관의 한사람으로 경연에 입시하였다. 1659년 다시 사헌부장령이 되어 사직을 청하였으나 윤허받지 못했다.
1658년 6월 10일 허목은 마포에서 배를 띄웠다. 조카인 굉과 규가 동행했으며 배를 탄 곳은 옹점(옹점) 앞 물가였다. 또 배가 떠나기 전 규가 토정(土亭)에 들렀다가 돌아왔다고 했으니 바로 이지함(李之菡)이 지은 토정을 말하는 것이다. 그때는 이미 토정이 사망한 지 80여년이 지난 시절인 데도 정자가 말끔하게 남아 있었던 모양이다. 일행은 내리는 빗속을 마다하지 않고 노를 저어 서강에 다다라 조수가 물러가기를 기다렸다고 한다. 허목은 잠두봉을 지나 선유봉(선유봉)을 구경하고 행주산성 아래에 이르러 하룻밤을 묵어가기도 했다.

#### 시폐 상소와 북벌론 반대
1659년 1월 다시 사헌부장령이 되어 양주에 와서 옥궤명(玉几銘)을 지어 올리고 사직을 청하였으나 윤허받지 못했다. 그는 한강변을 산책하며 시름을 달랬다.
1659년(효종 11) 4월 사헌부장령에 다시 임명하자 거듭된 부름을 거절하지 못하고 취임하였다. 사직 상소를 올리고 임금이 지녀야 할 군덕을 함께 논하는 상소를 올렸으며, 군역을 탕감할 것을 청하였다. 이어 당시 송시열, 송준길 등이 주도하는 북벌론이 실현 불가능한 정책으로, 많이 배운 지식인들의 헛된 명분으로, 백성들에게 고통만 한층 가중시킨다며 북벌론을 반대하고, 군사를 일으키는 일에는 신중을 기할 것을 간하는 옥궤명(玉几銘)을 지어 올렸다. 이어 둔전의 폐단을 논하였다.
그 해 효종이 갑자기 붕어하자 상례에 대한 상소를 올렸다. 1659년(현종 원년) 효종의 갑작스러운 서거 이후 상경, 경연(經筵)에 입시하며 '임금의 덕(君德)'에 관한 상소를 올리기도 했다. 6월 중훈대부(中訓大夫)로 승진하고 장악원첨정에 임명되다. 이어 장악원정(掌樂院正)에 임명되었으나 사양하고 나가지 않았으며, 1659년 9월 다시 사헌부장령에 임명되었다가 12월 부호군(副護軍)이 되었다.

#### 제 1차 예송 논쟁

고산 윤선도
(허목, 윤휴와 함께 남인의 선봉장의 한사람이었다.)

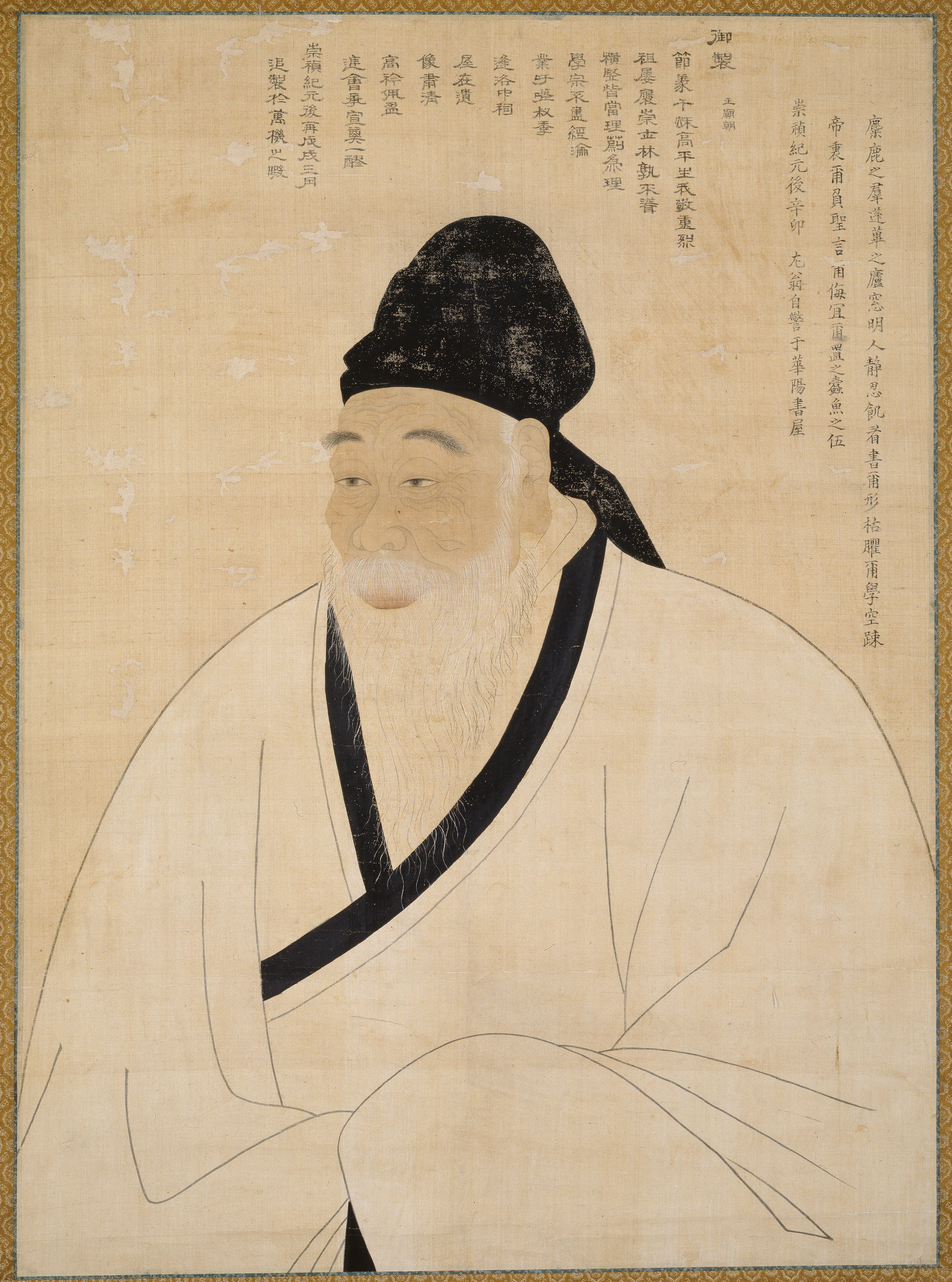
우암 송시열

##### 경연 참여와 복제 논쟁의 시발점
1659년(효종 10년) 효종이 승하하자 궐하에 나아가 상례(喪禮)에 관한 소를 올리게 되었다. 1660년(현종 1년) 1월 경연에 참여하였고 다시 사헌부 장령에 제수되었다. 이때 효종에 대한 조대비(趙大妃)의 복상기간이 잘못되었으므로 바로잡아야 한다고 상소해 정계에 큰 파문을 던졌다.
1660년 1월 경연시강관으로 경연(經筵)에 참여하였으며, 2월 다시 사헌부장령에 제수되고 경연에 참여했는데, 이때 송시열, 송준길의 기해상복례(己亥喪服禮)의 서자 주장을 오례(誤禮)라며 반박하였다. 당시 송시열과 송준길은 체이부정에 입각해 1년상 설을 주장했으나 논란의 여지가 있다 하여 서인 당론으로 《경국대전》에 의거해 맏아들과 다른 아들들의 구별 없이 조대비의 복상은 차남의 예로써 기년복(朞年服)으로 책정했다. 허목은 효종이 왕통을 이었기 때문에 장남이나 다름없다며 복상 문제에 이의를 제기했다. 이후 그는 제1차 예송논쟁 때 사헌부 장령으로 남인 강경파를 이끌며 윤선도, 윤휴, 허적 등과 함께, 송시열과 김수항을 강하게 비난하며 서인들의 1년설에 맞서 3년설을 주장했으나 패배하였다.
효종이 인조의 맏아들로 왕위를 이었다면 별 문제가 없었겠지만 그는 차남이고 인조의 맏아들인 소현세자의 상중에 자의대비가 맏아들에게 행하는 예로써 3년상을 치렀기 때문에 다시 효종의 상을 당하여서는 몇 년 상을 해야 하는가가 문제가 되었다. 이 문제에 직면하자 서인의 송시열과 송준길은 효종이 차남이므로 원칙대로 당연히 기년상이어야 한다고 주장했다. 하지만 남인의 허목과 윤휴는 효종이 비록 차남이지만 왕위를 계승하였으므로 장남과 다름없기에 3년상이어야 한다고 반론을 제기했다. 서인과 남인의 복상 논쟁은 극단적인 감정으로 치달았고, 결국 돌이킬 수 없는 정쟁으로 확대되고 말았다. 그리고 이 정쟁은 지방으로 확대되어 재야 선비들 사이에서도 중요한 쟁점으로 부각되었다.
1661년
원손(숙종)이 태어나자 허목은 상소하여 국본(國本)이 정할 것을 상소했고, 정태화가 말하기를 '원자가 탄생한 날은 바로 국본이 이미 정해진 날이니, 어떻게 정해지지 않았다고 말할 수 있겠는가?'하며 반박하였다. 1661년 3월 송시열이 원자(元子)의 탄생을 하례하지 않았다는 이유로 허목은 송시열을 공격하였다.

##### 제1차 예송 논쟁
송시열은 의례(儀禮) 주소(註疏) 부분에 의거해 효종이 체이부정(體而不正)으로 효종이 아들이기는 하지만 맏아들이 아닌 서자에 해당된다고 해석해 기년복을 주장했던 것이다. 그런데 허목과 윤휴는 서자를 첩의 자식에게만 한정하여 봤고 3년복 설을 주장했다. 그는 효종이 왕위를 계승했고 또 종묘의 제사를 주재해 사실상 맏아들 노릇을 했으니 어머니의 맏아들에 대한 복으로서 자최삼년(齊衰三年)을 입어야 한다고 주장하였다.
이때 허목과 윤휴는 각각 견해를 달리했는데, 같은 3년복 설을 주장했지만, 허목은 어머니가 혈통을 계승한 장남에 대한 예로서 자최삼년설(齊衰三年)이어야 한다고 주장했고, 윤휴는 효종이 조선의 국왕이고 자의대비는 임금과 감히 촌수를 계산할 수 없는 신하라며 참최삼년(慘衰三年)을 주장했다. 이어 윤휴는 그 근거로 신모설(臣母說)을 주장하고 무왕이 자신의 어머니 읍강을 신하로 간주했다는 점을 근거로 들었다. 허목은 다소 절충을 해야 한다고 하며 자최삼년을 주장했다.
효종의 죽음으로 효종의 계모였던 자의대비의 복상 문제가 제기되자 송시열은 중국의 주례에 따라 부모상에 자녀는 3년복, 자녀 중 장남의 상에는 부모가 3년복을 입고 차남 이하는 1년복을 입는다는 것을 참고하여 기년설(朞年說 : 만 1년)을 주장하였으며, 윤휴가 이의를 제기하자 의례 참최장의 주석을 찾아서 서자는 장자가 될 수 없고 본부인 소생 둘째 아들 이하는 모두 서자로 간주한다는 자료를 증거로 제시하였다. 남인이 계속 정치 공세를 가하자 의례의 3년조의 소에 가통(家通)을 계승하였더라도 3년 상복을 입지 않는 사유인 사종지설과 체이부정, 정이부체설을 찾아서 제출하였다.
허목은 송시열의 주장에 반박하여 왕가의 예는 일반 사대부와 같을 수 없다고 항변하였다. 그러나 송시열은 예를 논함에 있어서 예외나 성역이 있을 수 없다고 맞받아쳤다. 1660년 6월 부호군, 8월 중훈대부(中訓大夫) 장악원정(掌樂院正)을 거쳐 12월 통훈대부 상의원정(尙衣院正)에 제수되었다.

##### 정쟁으로 비화
그러나 남인은 송시열을 탄핵하여 역모로 몰아가려다가 실패하였고, 3년설을 주장하며 송시열이 효종의 왕통을 부정한다는 정치 공세성 모함을 하며 송시열을 제거하려 하자 그는 윤휴를 사문난적으로 몰아 기년설을 관철시키고 남인을 제거하고 정권을 장악하였다. 이 사건 이후 송시열은 서인의 최고 지도자로서의 자리를 굳혔다.
그러나 허목 역시 윤휴와 함께, 송시열이 왕통과 종통을 가르려 한다며 저항했다. 허목은 이후 윤휴와 함께 송시열을 공격했다. 윤선도의 과격한 상소에 분노한 서인들은 윤선도의 상소를 불사른 뒤, 윤선도를 반좌율로 사형에 처해야 된다며 집중적으로 공격하였다. 윤선도에 대한 서인들의 맹공격이 계속되자 그는 생각이 다르면 그뿐이지 학자를 죽이려 하느냐며 현종에게 송시열의 처형을 건의하였다.
그의 활동 중 뺄 수 없는 것이 예론(禮論)으로서 사실상 당시의 예송(禮訟)은 국헌(國憲)에 관한 문제로 정권과도 관계되는 임금의 체통(體統)에 관한 중대한 문제였기 때문에 그는 당대 예이론(禮理論)의 일인자로서 서인 노론(老論)측의 예론과 대립하기도 했다. 또한 예론을 통해 그는 권력을 장악한 소수 명문 거족의 세력을 꺾으려고도 하였다. 승리를 거둠으로써 왕권의 강화를 통한 왕조질서(王朝秩序)의 확립과 소수 명문 벌열세력(閥閱勢力)의 억제를 통한 일반 사대부(士大夫)의 기회 균등을 찾으려는 운동에 연결되었는데 이로 인해 당화(黨禍)를 입어 시련을 겪었다. 송시열이 윤휴를 사문난적으로 몰고 서인에서 윤선도를 탐욕스럽고 음험한 인물로 몰고 가자, 허목은 송시열이 역심을 품고 종통과 적통을 부인한다며 송시열을 공격하였다.
윤선도에 대한 유배령이 내려진 뒤에도 서인이 계속 윤선도를 집요하게 공격, 윤선도를 변호하던 권시가 파직당하고, 조경이 삭탈관직당했으며 윤선도를 반좌율로 사형에 처할 것을 건의하자, 그는 오히려 송시열을 사형에 처해야 된다는 상소를 올렸다. 현종은 명을 내려 예송 언급을 금지하였다.

##### 삼척부사 전출

삼척 죽서루기
(죽서루에 걸려 있다.)

삼척 제일계정 현판

그는 윤휴, 윤선도, 허적 등과 함께 3년복설 주장하며 1년복설을 주장하는 송시열, 송준길을 맹공격하던 그는 송시열과 맞서다가 패하자, 좌천되어 1660년(현종 1) 10월 강원도 삼척부사(三陟府使)로 전임되었다.
1661년 4월 21일 용주 조경이 윤선도의 구명을 청하는 상소를 올렸다가 서인계 유생들의 심한 공격을 받았다. 그해 5월 내내 조경을 죄주어야 된다는 탄핵이 빗발쳤고, 6월 3일까지 매일 조경을 탄핵하자 그는 송시열, 송준길을 사형시킬 것을 상주한다. 그는 계속해서 송시열, 송준길과 서인들이 종통과 적통을 분리하려는 그릇된 사고관을 가졌다며 계속 공격했다. 그해 그는 다시 상소문을 올렸는데, 이때 그는 오도된 기해복상(己亥服喪)의 잘못을 다시 추정(追正)해야 된다는 내용의 상소를 올리므로써 서인측과 대립하게 된다.
삼척부사로 부임 직후, 허목은 동리의 서당과 서원들을 중수하고, 향교를 정비하여 면학 분위기를 조성하였다. 그는 향약을 만들어 교화에 힘썼으며, 《척주지》(陟州誌)를 편찬하는 한편, 《정체전중설》(正體傳重說)을 지어 삼년설을 이론적으로 뒷받침하였다.
1661년 봄 전국적으로 가뭄이 들어 흉년이 일어났으나 흉년에 대비하여 미리 곡물 비축량을 확보하여, 삼척과 주변 지역은 가뭄, 기근의 피해를 최소화했다. 이때 윤선도(尹善道)가 유배된 삼수는 흉년과 기근이 심하여 그의 유배지를 북청으로 옮기는 논의가 있었다. 허목 등은 윤선도의 유배지를 옮겨줄 것을 청하였다. 그러나 송시열과 송준길은 윤선도의 유배지를 옮기는 것을 반대하여 허목 등과 언쟁이 벌어졌고, 남인들은 송시열과 송준길이 잔인하다며 성토했다. 그러나 송시열과 송준길의 뜻이 관철되어 윤선도의 유배지는 옮겨지지 못했다.

##### 척주동해비 건립과 풍속 교화

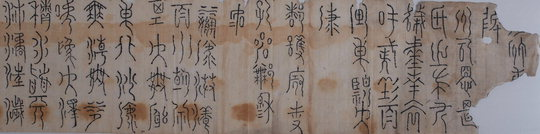
척주동해비문

삼척부사 재직 중 그는 향약을 보급하여 주민교화에 힘쓰고 삼척의 향토지인 척주지를 편찬했으며 해일과 재난으로 흉흉해진 민심을 수습할 목적으로 척주동해비를 2기 건립한다. 산지의 주민들은 검소하고 부지런하였으나 교통이 수월하지 않아 유교적 전통이 전래되지 않고, 비유교식 제사인 음사(淫祀)가 전통처럼 내려왔다. 이에 허목은 미신타파를 목적으로 유교식 예제를 보급했는데, 삼척과 인근 각 고을에 향약을 보급하고, 향청을 다시 짓고 이사(里社)를 설치하여 풍년을 비는 제례를 올렸으며, 제례를 마치면 고을의 연장자들이 모여 향음주례를 거행하게 했다.
중국의 하우(夏禹)의 형산비(衡山碑)를 모방한 대한평수토찬비(大韓平水土贊碑)를 세우기도 한다. 대한평토수찬비의 내용은 임금의 은총과 수령으로서 자신의 치적을 자찬한 글로, 후일 자신이 세운 비석이 서인들에 의해 훼손될 것을 염려하여, 1661년 목판에 새겨서 동헌에 보관하였으며, 후일 1904년(광무 8년) 칙사(勅使) 강홍대와 삼척군수 정운철 등이 황제의 명에 의해 복원하여 죽관도에 다시 세웠다. 또한 삼척 죽서루의 아름다움을 묘사한 죽서루기와 죽서루 제일계정 현판을 남기기도 한다.
| “ | 누각 밑에 와서는 겹겹이 쌓인 바위 벼랑이 천 길이나 되고 흰 여울이 그 밑을 감돌아 맑은 소를 이루었는데, 해가 서쪽으로 기울 녘이면 넘실거리는 푸른 물결이 바위 벼랑에 부딪혀 부서진다. | ” |

죽서루(竹西樓)에 올라가 멋진 경치를 감상하고, 현판 글씨를 남겼다. 죽서루 옆에 있는 옛 관아건물인 서별당 역시 오랫동안 돌보지 않아 폐가처럼 퇴락해 있었다. 허목은 이 건물을 중수하고 중수기를 지었다.

#### 사퇴와 낙향
허목은 관아에서 근무하는 틈틈이 고을의 노인들을 찾아서 예전부터 전해지는 민담, 설화들을 수집하고, 관아의 서리들이 보관하던 고문서와 《동국여지승람》 등의 기록을 수집, 비교, 대조하면서 관련 자료들을 정리했다. 허목은 자신이 현지에서 활동한 사항도 상세히 기록해 두었다. 1662년(현종 3년) 그는 삼척의 향토지인 척주지(陟州誌) 2권을 완성, 간행하였다.
1662년(현종 3) 초 삼척에 둑 건설을 주관하였다. 그러나 주민들의 징발 참여가 저조했는데 이때 그는 기줄(게줄) 다리기 라는 놀이를 만들어 삼척 주민들의 둑건설 공사 참여를 자발적으로 유도했다. 기줄(게줄) 다리기는 1662년 삼척 부사로 있던 허목이 마을 주민 전체를 둑 만드는 일에 참여하게 하려고 만들어 낸 놀이로 기둥이 되는 큰 줄에 매달린 작은 줄이 마치 게의 발처럼 보이는 데서 유래됐다.
광해군 때 삼척부사로 왔던 김효경의 공적을 추모하여 세운 사당이 있었으나 역시 퇴락해 있었다. 부사 허목은 사당을 옮겨 짓고 제사를 지냈으며, 사당중수를 기록한 기문을 지었다.
1662년(현종 3) 사퇴하고 연천으로 낙향한다. 이후 학문을 연구하며 집필에 몰두, 1667년(현종 8) 《동사 東事》·《청사열전 淸士列傳》을 펴낸다.

#### 학문 연구와 인재 발굴

허목의 글씨

1665년(현종 6년) 초 그는 서얼 허통론을 주장하였다. 서얼이라 하더라도 재주와 식견이 있는 자는 발탁하여 적재적소에 앉혀야 된다는 것이 그의 지론이었다.
1665년(현종 6년) 연천을 찾아온 실학자 유형원(柳馨遠)과 학술 토론 끝에 감명받아, 그를 발탁하여 정계로 추천한다. 그는 이지안의 종손이자 이원진의 조카로 그들을 통해 명성을 듣고 허목을 찾아오게 된 것이다. 유형원의 재능을 알아본 그는 1668년(현종 9) 현종에게 유형원이 국왕을 보좌할 재주(王佐之才)를 가진 인재라며 발탁을 건의하였다. 그러나 유형원은 곧 요절한다. 그뒤 그는 대북 출신 남인 중진 이서우(李瑞雨), 이수경(李壽慶) 등을 발탁하여 지원한다.
이때 같은 남인인 허적은 이서우의 아버지 이경항(李慶桓)이 대북 인사임을 들어 반대했으나, 그는 이서우 등을 발탁, 후원한다. 이서우는 공격수를 자임하여 3년복설을 주장하는 송시열, 송준길, 김수항 등을 맹렬하게 공격한다. 또한 이수경과 이서우가 허적을 비롯한 남인, 서인 대신들을 공격했을 때 그들을 두둔하며 보호해주었다.
또한 광해군 때의 대북계열인 권진(權縉)의 아들이라는 이유로 불이익을 당한 권수(權脩)를 실력을 인정하여 천거하기도 한다. 그가 북인계 열 가문의 후손들을 적극 추천하여 현관이 되게 하고, 서얼 허통까지 공공연히 주장하자 서인들은 그가 북인들을 천거한다며 비난했고, 허적 등도 이를 경계하였다. 그러나 그는 실력이 있는 자들을 그에 합당한 청요직에 앉히는게 뭐가 잘못되었느냐며 항변한다.

#### 제2차 예송 논쟁

##### 제2차 예송 논쟁
1674년(현종 15년) 2월 효종비 인선왕후(仁宣王后)의 별세로 다시 자의대비의 복상 문제가 제기되었다. 이때 허목은 윤휴와 함께 기년설을 주장했으나 묵살당했다. 조정에서는 대공복(大功服)으로 9개월을 정했으나 허목의 문인이기도 한 대구 유생 도신징(都愼徵)의 상소로 다시 기해복제가 거론되었다. 이어 경상남도 진주의 유생 곽세건(郭世楗)이 상소를 올려 효종상 때의 서인 송시열, 김수항의 기년복 주장이 잘못되었다고 주장했다. 그런데 곽세건은 허목의 문하생이기도 했다.
당초 예조에서는 조대비의 복상을 1년으로 정했다. 하지만 송시열, 김수항 등 서인세력은 복상 기간을 1년이 아니라 9개월로 해야 한다며 벌떼같이 주장했다. 이에 피곤해진 현종은 "경들 뜻대로 하라!"며 손을 털었다. 결국 대왕대비 조씨는 9개월 복을 입기로 했다. 하지만 남인 측에서도 가만히 있지 않았다. 남인의 영수 허목은 제자들을 이끌고 궐문 앞에서 다시 상소를 올렸다.
지난 효종대왕의 국상에서는 장자 차자를 가리지 않고 1년 복으로 한다는 국제에 따랐사온데, 지금은 국제를 벗어났으니 어찌해서 그 전후가 다르옵니까? 큰며느리에 대한 복은 1년이고, 9개월 복은 작은 며느리에 대한 상복입니다. 그렇다면 지난 효종대왕 국상 때 1년 복은 결국 차자 복이었다는 뜻이 아니옵니까?

서인 송시열, 김수항 등은 대공설(大功說 : 9개월)을 주장하였고, 이에 허목과 윤휴는 상소를 올려 기년설을 주장했다. 인선왕후의 장례식에 자의대비가 대공복(大功服, 9개월 상복)을 입게 하는 것은 중자처(衆子妻)로 대우함이고, 따라서 효종을 둘째아들로 보기 때문이라는 것이었다. 허목과 윤휴는 송시열이 《경국대전》이 아니라 고례(古禮)의 체이부정설을 적용했다고 주장했다.

##### 갑인환국
논쟁 중 현종은 이를 문제삼아 서인 영의정 김수흥을 파면하고, 남인 허적을 영의정으로 등용했다. 그러나 현종이 갑자기 사망했다.
새로 즉위한 숙종은 효종의 장례식 때의 자의대비의 1년 상복은 경국대전을 근거한 것이었다. 그러나 경국대전에 의하면 중자부도 기년복이었고, 9개월복은 체이부정설에 의한 9개월복이 아니냐며 김수항, 김수흥 등을 문책했다.
숙종 즉위 초 서인과 남인의 연립 정권으로, 1674년말 현종이 죽고 숙종이 즉위하자 현종의 국상으로 입궐한 허목은 바로 이조참의 겸 경연참찬관으로 조정에 복귀했다. 인선왕후 장례식의 복제가 효종의 복제와 모순되는 것을 발견한 숙종은 서인이 효종의 각별한 대우를 받았는데도 서자로 폄칭했다며 송시열 등 서인을 실각시키고, 허목의 견해를 채택, 9개월복을 기년복으로 고치게 되었다. 허목과 윤휴가 내세운 기년설이 채택됨으로써 조정에 있던 서인 중신들은 모두 파면되었다.
송시열은 제1차 복상문제 때 기년설을 채택하게 한 죄로 남인의 공격을 받고 1675년(숙종 1년) 1월 13일 함경남도 덕원(德源)으로 유배되었다가, 그 뒤 여러 곳으로 유배 장소가 옮겨졌다. 이때 1675년 1월부터 그는 송시열을 사형에 처할 것을 숙종에게 건의하였으나 숙종이 이를 거부하였다.

##### 남인 집권 전후
1675년 1월 송시열이 유배간 직후부터 허목은 상소를 올려 송시열이 예론으로써 효종을 깎아내려 박대하였다며 종묘 고묘(告廟)할 것을 상주하였다. 이에 남인들은 송시열의 고묘를 주창하였다.
한편 남인이 예송 논쟁을 빌미로 송시열을 역모로 몰아가려 하자 송시열을 두둔하는 상소가 올라왔는데, 그 중 송시열의 제자이며 대전 회덕의 유생인 송상민이 1679년 음력 3월 12일 예송 논쟁의 전말을 정리하여 책 《석곡봉사》를 지어 올리며 송시열의 처벌이 부당함을 호소하며 송시열의 구명을 청하는 상소를 올렸지만 실패하고, 분노한 숙종은 송상민을 사사했다. 이에 허목은 송시열을 사형에 처할 것을 상주하였다. 남인들은 다시 송시열을 죽이기 위해 고묘(종묘에 고하는 일)를 계속하여 주장하였다.
제2차 예송논쟁의 승리로 남인이 조정을 장악하자 허목은 첨지중추부사(僉知中樞府事)가 됐다가 사헌부대사헌에 특별 기용되었다. 그러나 병으로 사직소를 올리고 되돌아갔다. 이에 숙종은 친히 약재를 하사하고, 승지와 어의를 보내어 간호하여, 결국 그는 조정에 출사하였다.
1675년(숙종 1년) 1월에 이조참판(吏曹參判) 겸 성균관좨주(成均館祭酒)가 되고 이어 비국당상(備局堂上)과 귀후서제조(歸厚署提調)를 겸임하였으며, 동년 5월 성균관좨주가 되었다.
1675년 5월 다시 자헌대부(資憲大夫)로 승진, 의정부우참찬(議政府右參贊) 겸 성균관제조(成均館提調)로 특별 승차하고 한달 뒤에는 의정부좌참찬(左參贊)으로 옮겨 경연에 입시하였다. 이때 송시열의 처리를 놓고 그는 사형을 주장하였다. 윤휴 등도 사형을 주장했으나, 허적은 두 선왕의 스승이고 고명대신임을 들어 사형을 반대하였다. 허목은 송시열의 사형을 극력 주장하였다. 이때 그는 서인에 의해 복평군의 추종 세력 내지는 복평군의 하수인인 것으로 몰렸으나 왕이 듣지 않았다.

#### 서용과 정쟁
1675년(숙종 1) 초 의정부우참찬이 되었다. 그해 5월 상소를 올려 송시열을 처형시킬 것을 주청하여 논란이 되었다.
정치와 형벌이 문란하여져서 전도(顚倒)되고 괴려(乖戾)되어 그 바름을 얻지 못하고 있어서 오늘날 죄를 진 자가 나라의 명령을 쥐고 남에게 위복(威福)을 가한 지 이미 오래 되었고, 심지어는 천경(天經)을 독란(瀆亂)케 하고 인기(人紀)를 괴멸(壞滅)해 왔습니다. 선왕(先王)의 총명하신 각오(覺悟)로써도 미처 명분을 바로 잡지 못하시고 갑자기 신하와 백성들을 버리고 빈천(賓天)하셨습니다.
 전하께서 사위(嗣位)하심에 이르러서는 어질고 후하신 마음으로써 차마 죄인의 우두머리에게 법을 가하지 못하시고 먼 곳으로 귀양보낸다는 죄명을 내리셨으나, 실지는 중도(中道)에 부처(付處)하신 것입니다. 이렇게 은혜로 용서하심이 지극히 두터운데도 그 덕(德)의 두터운 뜻을 생각지 않고서 뜻을 잃은 무리들이 앙앙(怏怏)하게 원망하면서 와언(訛言)을 퍼뜨리고 비방을 지어내서 사람들의 마음을 의혹케 하고 어지럽혀서 의리(義理)가 막히고 삿된 말들이 계속하여 일어나고 있습니다. 임금과 신하, 아버지와 아들의 질서가 어지럽게 되고도 나라가 위태롭지 않은 적은 있지 아니합니다.
 왕자(王者)의 다스림은 관유(寬裕)보다 더 좋은 것이 없습니다마는, 그 나라를 다스리는 데 엄하지 아니하면 이는 참으로 화란(禍亂)을 불러오게 됩니다.

이어 '정치와 형벌이 문란하게 되고 나라를 다스림이 엄하지 못하다.'하여 그 책임을 송시열에게로 돌렸다. 또한 5월말의 경연에서 그는 "서인(西人)들이 무도(無道)하여 장차 나라를 어지럽게 할 것인데 임금이 이러한 기미를 먼저 알고 다스렸다"며 서인을 처벌한 숙종을 극찬하였다. 이때 유일인 김종일(金宗一)의 행적을 치하하며 그에게 추증을 건의했다가 승지 김만중의 탄핵을 받자, 두번 사직을 청했다가 철회했다.
한편 서인이 강화도에 있는 소현세자의 아들을 새 임금으로 추대하여 반역을 도모한다고 헐뜯으며 허목, 윤휴 등은 끝끝내 송시열을 죽음으로 몰아가려 했다. 서인 출신 유생들은 과거 볼 자격을 박탈당하는가 하면, 유적(儒籍)에서 이름을 삭제당한 사람이 수백 명에 이르렀다.
1675년 5월 허목은 "죄인에게 형을 더하는 것을 반대하는 차자"(請勿罪人加律箚)를 올려 송시열이 "효종을 마땅히 서지 못할 임금으로 여겨 지존을 헐뜯고 선왕을 비방했다. 마땅히 죽어야 할 죄가 셋이나 된다"고 주장했다. 그러나 허목은 형량을 가중해 송시열을 사형시켜서는 안 된다고 주장했다. 허목의 상소 이후 남인계열의 성균관유생, 재지인사들에 의해 송시열의 사형을 청하는 상소가 계속 올라왔다.

#### 정치 활동과 개혁

##### 사정 작업과 홍수의 변

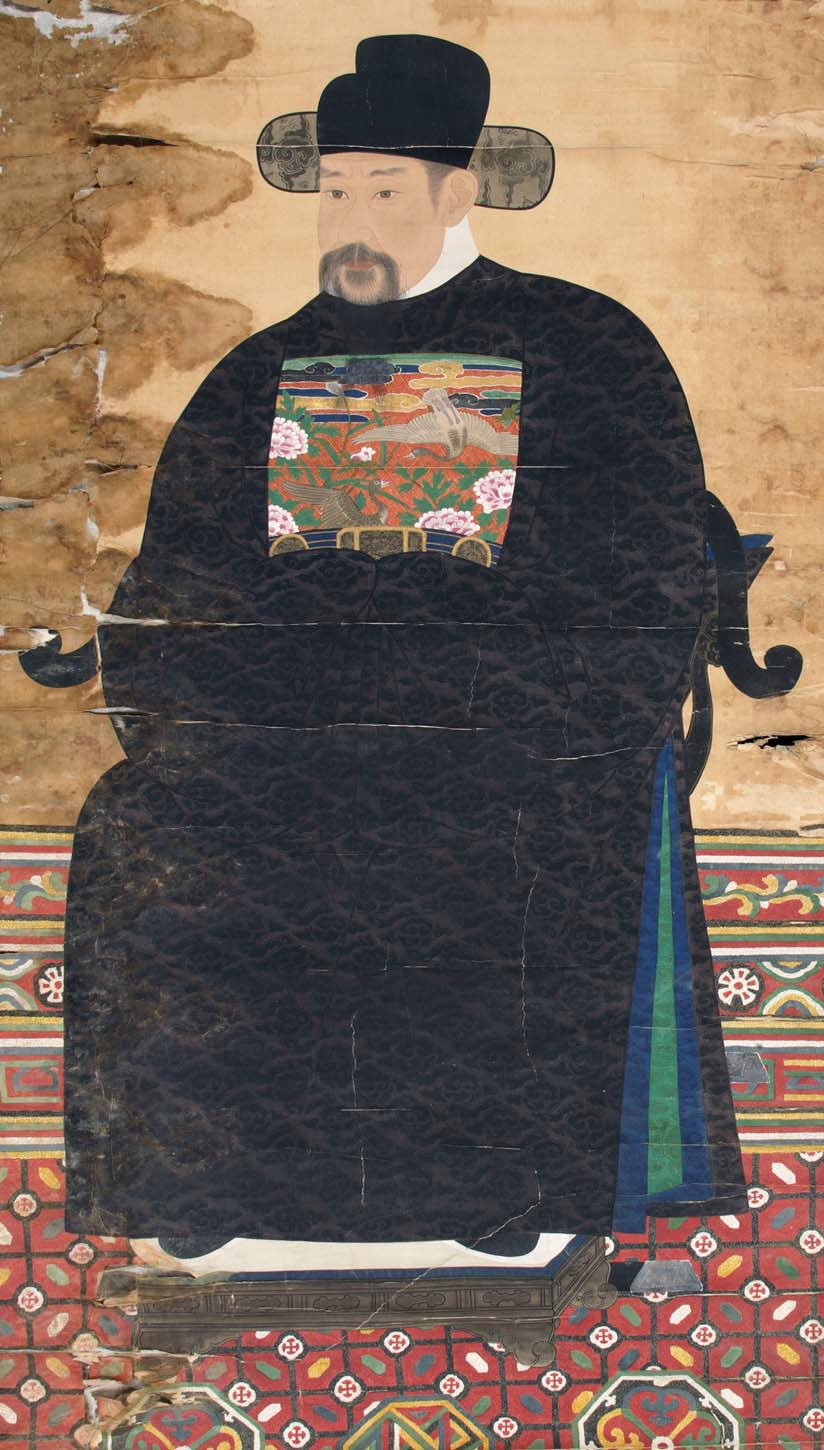
윤휴

허목은 부조리한 당대현실에 휩쓸리지 않고 복고를 통해 현실개혁의 이론적 근거를 마련하고자 했다. 임진·병자 양란의 중세사회 동요는 미수에게 있어서도 필연적으로 공소함이나 관념에 치우친 주자학에 대한 반성을 요청하였다. 이러한 전환기 지식인으로서 허목은 자신의 학문을 고경(古經) 고례(古禮) 고문(古文) 고전(古篆)을 총괄하는 고학(古學)이라 천명하였듯이 주자학의 해석의 힘을 빌리지 않고 직접 공맹유학 본래 모습을 찾으려고 하였고, 당대 현실문제에 대한 답 또한 여기에서 구하려 하였다.
1675년 초 사헌부대사헌이 되었을 때, 그리고 이조판서로 전임되었을 때 반복해서 과거 제도의 폐단을 지적하고, 과거 시험이 특정 가문과 문벌이 서로 밀어주고 당겨주는 식으로 운영된다는 점과 대신 시험보는 이를 고용한다는 점을 폐단으로 지적하고, 학문과 행실과 천거로 유능한 인재를 뽑아들일 것을 상주하였다.
한편 허목은 홍수의 변 당시 삼복이 궁녀들과 간통한 직접적인 증거가 없다며 김우명에게 증거 제시를 요구했다. 허목은 윤휴와 함께 김우명을 반좌율로 다스릴 것을 주청하였다. 그런데 1675년 홍수의 변을 무고한 김우명의 유죄가 확정되자, 숙종의 모후인 명성왕후가 정청에 달려와 곡을 하였다. 장내는 소란해졌고 영의정 허적 등은 어쩔줄 몰라하였다. 그러나 그는 명성왕후가 정사에 개입하는 것은 옳지 못하다고 규탄한다. 이어 윤휴와 홍우원도 명성왕후의 개입이 잘못된 것임을 지적한다.
1675년 5월 13일 허목은 송시열을 사형에 처하고 송준길의 추탈을 청하는 상소를 올렸다. 이에 같은 날 송시열의 문인인 전 교관 황세정이 송시열과 송준길을 변호하는 상소를 올렸다가 숙종의 분노를 사서 진도로 귀양갔다.
1675년 6월 이조판서(吏曹判書)로 옮겼다가 특별 승진하였다. 75년 말 윤휴가 대왕대비 조씨의 참최복을 주장하자 그는 허적, 정지화(鄭知和), 좌의정 권대운(權大運) 등에 맞서 윤휴의 의견에 찬성하였다. 1676년 차자(箚子)를 올려 치병사(治兵事)·조병거(造兵車) 등 시폐(時弊)를 논하였다.

##### 체찰사부 설치 반대
1675년(숙종 1년) 6월부터 윤휴는 다시 북벌론을 적극 주장했다. 이에 허목은 북벌은 공리공담이며 실현 불가능한 환상이라며 반대했다. 이에 각처에서 그를 성토하는 여론이 조성되었다. 북벌론에 소극적이거나 회피하던 탁남도 이를 빌미로 그를 공격했다. 1675년 9월 윤휴는 체부(體府, 도체찰사부) 설치를 주장했다. 이에 허목은 서인에서 병권 장악을 역모로 몰고 갈 것이라며 설득하였으나 윤휴는 이에 부정적이었다.
경연장에서 윤휴는 체부 설치를 극력 주장했고, 윤휴의 체부 설치 주장에 대신들은 "저 사람들(彼人, 청나라 사람들)이 의심할까 두렵다"고 우려했다. 허목은 이를 정면으로 비판했다. 한편 숙종은 체찰사부 설치를 결정하고 의정부영의정 허적에게 도체찰사를 겸임시켰다. 허적은 부체찰사 후보로 김석주, 윤휴, 이원정을 천거하자 숙종은 김석주를 낙점했다. 도체찰사를 남인 허적이 차지했으니 부체찰사는 서인 김석주에게 맡겨 견제하게 한 것인데, 부체찰사로서 체부를 북벌 총지휘부로 꾸리려던 윤휴의 계획은 제동이 걸린 셈이었다. 그는 서인이 병권 문제로 남인을 일망타진하리라고 예견하였다. 김석주가 부체찰사가 되자 허목은 서인에 대해 더욱 경계한다.
그해 허목은 양녕대군의 사당인 지덕사(至德祠)의 창건을 건의하고, 체부(體府), 오가작통법(五家作統法), 지패법(紙牌法)을 반대하였다. 이 때문에 나중에 윤휴와도 사이가 벌어지기 시작하였다. 1675년 11월 무리한 축성을 반대하는 상소를 올렸으나 거절당하였다. 그는 이때 왕통을 문란하게 했다는 송시열의 죄를 엄하게 다스릴 것을 주장하였다.

##### 호포제 반대
당시 호포제는 당색을 초월하여 국론이 되었는데 허목은 이를 두고 민생과 경제에 피폐함을 불러올 뿐이라며 완강히 반대하였다. 특히 양반에게도 포를 거둬야 된다는 윤휴의 주장을 두고 양반의 권위를 훼손하는 주장이라며 반박했다. 또한 서인이던 유계(兪棨) 역시 양반에게도 포를 거둬야 된다는 주장을 제기했고, 이이명 역시 양반 역시 왕의 신하이므로 포나 돈을 거둬야 된다고 주장했고 송시열이 이를 적극 지지했다. 그는 호포의 폐단을 세 가지로 설명하였다.
첫째는 사체(事體)가 문란하여 선왕의 충신, 중록(重祿)으로 군신을 친애하는 뜻이 아닙니다. 나라가 유지되어 어지럽지 않은 것은 예의 때문입니다. 예의가 없어지면, 비록 투사가 수풀같고 축적된 재화가 산같이 있다 하더라고 믿을 것이 못됩니다. 둘째는 전방의 만인과 출신입니다. 그 근본이 비록 서천이 반을 차지했지만 이미 출신으로 이름했으니, 이는 그 자처함과 조정이 대우함도 모두 사대부의 말류로써 하고 있는데, 일조에 포를 내기를 편호의 제민과 같게 한다면, 반드시 마음 속으로 성내어 무리를 지어 원망할 것입니다. 한 때의 신법을 좇지 않는 자를 적발하여 벌할 수는 있지만, 그 마음을 승복시킬 수는 없는 것입니다. 셋째는 관학(성균관)의 제생도 또한 모두 병조에서 주관하여 인구대로 포 거두기를 한결같이 뭇 백성과 같이 한다면, 그 마음이 이를 부끄럽게 여길 것이니, 이 또한 작은 일이 아닙니다. 삼대의 제도에 학교를 세우고 스승을 두어 시, 서, 예, 악을 가르쳐 선비를 우대하던 도리는 그렇지 않았을 것입니다. 이 법이 한번 행하여지면, 국체가 크게 무너지고 인심이 크게 어지러워질 것이니, 국체가 무너지고 백성이 어지럽고서 능히 망하지 않을 자가 없을 것이므로, 신은 결코 행하지 못할 것이라 생각합니다.

유계 등에 의해서 적극 추진되던 호포법은 족징(族徵), 인징(隣徵), 조고아약(逃故兒弱)의 군역부담을 일체 삭감하고 이로 인한 부족분을 양반에게 부과하자는 것이 골자였다. 허목은 이들의 주장을 양반의 권위를 훼손시키고 질서를 어지럽히는 행위라며 일축했다. 당론을 초월해 적극적인 지지를 얻언 호포제에 대해 허목은 양반에게 포를 거두는 것은 예에 어긋나고 양반의 명예를 훼손하는 일이 되기 때문에 안 된다며 계속 반대하였다.

##### 북벌론 주장 비판
1674년부터 허적과 윤휴 중심으로 북벌론이 계획되었다. 김석주 역시 북벌론 재개에 지지 의사를 표했고 곧 체부(도체찰사부) 부활과 만과 설치, 병력 선발 등의 안이 건의되었다. 송시열은 유배소에 있으면서도 이 점에는 깊이 공감하고 지원하라는 글을 문하들에게 보낸다. 그러나 허목은 서인에게 유화적이었던 허적의 태도에 불만이었고, 김석주의 지지의 본심을 의심한다.
서인, 남인의 당론이 일치하면서 일시적으로 통합이 가능하였으나 남인의 당수였던 허목은 불가함을 들어 강하게 반대했다. 장정을 많이 징발하면 국가의 일꾼이 없어진다는 것과 청나라는 대국이고 조선은 소국에다가 국론까지 분열되었는데 상대가 가능하냐는 것이었다. 여기에 남인 강경파들이 반대하고 나서면서 북벌론은 다시 묻혀진다. 결국 송시열은 같은 남인이던 윤휴의 북벌론 주장의 진정성을 의심하게 되었고, 북벌 계획은 수포로 돌아간다.
김석주의 동의에 대한 의심 외에도 그의 북벌론 비판 이유는 북벌론이 비현실적이라는 것이었다. 1677년 비변사를 폐지하고 북벌준비를 위하여 체부를 설치할 것과 재정보전책으로 호포법(戶布法) 실시를 주장하는 윤휴(尹鑴)에 맞서 그 폐(弊)를 논하고 반대하였다.

##### 군사 개혁안
한편 허목은 '말과 용모로 인재를 취하는 것을 논하는 소(論言貌取人疏)'를 올려 병조(兵曹)에서 무사를 뽑는 선발기준이 잘못되었음을 지적했다. 그는 병사 선발은 말이 아니라 용력과 담력, 실력이 뒷받침되어야 한다고 주장했다. '말과 용모로 인재를 취하는 것을 논하는 소'에서 무사를 뽑을 때 대상자의 용모와 말을 가지고 뽑는 것은 좋지 않다면서 '칼 쓰기(擊劍), 말 타기, 활 쏘기'로 사람을 뽑는 것만 못하다고 주장했다. 용모와 말로 뽑으면 외모와 말에 능한 자가 뽑힐 것이기 때문이라는 것이다. 허목은 무사를 선발할 때는 말이나 글재주나 집안 배경보다 그의 용력과 담력 그리고 칼, 말, 활 등을 다루는 재주를 봐야 된다고 지적하였다.
또, 허목은 상소를 올려 왕과 양반들이 모범을 보여 권농할 것과 왕비와 귀부인들이 직접 길쌈을 하고 베를 짜는 것을 해야 된다며 사대부의 솔선수범을 주장하였다. 허목은 '친잠에 대한 의논(親蠶議)'에서 신농씨의 법(神農之法)을 인용해 "장부가 농사짓지 않으면 천하에 굶주리는 자가 있으며, 부인이 베를 짜지 않으면 천하에 춥게 지내는 자가 있기 때문에 왕이 친경(親耕)하고 왕비가 친잠하는 것"이라고 전한다. 여성의 노블레스 오블리주 실천이 선잠(先蠶)이었다.

##### 청남의 영수
1676년 의정부우의정(議政府右議政)으로 발탁되었다. 곧 우의정으로 영경연과 감춘추관사를 겸하여 경연을 주관하였다. 이로써 과거를 거치지 않고 유일(遺逸)로서 삼공(三公)에 올랐다. 7월 큰 한재가 발생하여 억울한 죄인들을 가려내 석방할 때 인조의 서녀 효명옹주의 석방을 주청하여 성사시켰다.
그 해 장기현에 유배중이던 송시열에 대한 처벌문제를 놓고 영의정 허적(許積)의 의견에 맞서 가혹하게 처벌할 것을 주장하였다. 그 해 남인은 송시열의 처벌에 온건론을 주장하던 허적, 권대운을 중심으로 한 탁남(濁南)과 엄벌을 처할 것을 주장한 허목, 윤휴, 홍우원 등의 청남(淸南)으로 갈라졌고, 그는 청남의 영수가 되었다.

##### 경서 강론과 은거당

일족이자 정치적으로는 미묘하게 갈등했던 허적

1676년 사임을 아무리 청하여도 허락하지 않아 성묘를 핑계로 고향에 돌아왔으나 대비 명성왕후의 병환소식을 듣고 다시 예궐하였다. 이후 경연관으로 입시하여 숙종에게 경연과 도학을 강의하였다. 유교 외에도 도교, 노장 사상에도 해박한 지식을 가진 그는 유교, 도교, 노장 사상 등을 두루 인용한다. 이어 특명으로 기로소에 들어 기로소당상(耆老所堂上)이 되었는데 음사(蔭仕)로서 기로소에 든 것은 특례였다.
1677년(숙종 3) 《경설 經說》을 간행한다. 이후 5년에 걸쳐 경연에서 또는 상소와 차자로서 예와 정사와 형벌 임금이 경계 해야 할 일, 오가지패(五家紙牌)와 축성(築城)의 폐해, 세상의 폐단, 정치의 폐단,둔전(屯田)의 철폐, 호포(戶布)제도에 대하여 등의 주장을 펴는 한편 심학도(心學圖), 요순우전수심법도(堯舜禹傳授心法圖), 군덕일신잠(君德日新箴)과 경설(經說), 동사(東事) 등을 지어 임금께 바치는 등의 많은 업적을 쌓았다. 그해 2월 하늘의 재앙을 예로 들어 사면을 청하였으나 왕이 거절하였다.
그러나 남인이 집권한 뒤 그는 허적이 권력을 남용할 우려가 있다며 비판하였다. 이후 허목은 허적을 멀리하였고, 윤휴도 마찬가지로 허목의 주장을 옹호하고 응원했지만 미묘하게 갈등하게 된다.
한편 나라에서는 그에게 궤장(几杖)을 하사하고, 병이 있을 때면 어의(御醫)를 보내 간병케 하는 등 외에도 숙종은 특명으로 집을 지어 주는 특별한 예우를 베풀었다. 이는 조선 500년간 세종이 방촌 황희(尨村 黃喜)에게 인조가 오리 이원익(梧里 李元翼)에게 내린 사택(賜宅)과 더불어 세 번 밖에 없는 일이다. 집이 완성되자 그는 사양하였으나 특별 지시로 이주하면서 수고은거한다 하여 은거당(恩居堂)이라 명명하였다.

#### 허적과의 갈등
허목은 평소 원칙을 중요시하였고, 허적은 타협을 중요시하였다. 함께 예송 논쟁 당시 효종 사망때 3년복설, 효종비 인선왕후 사망 때 1년복 설을 주장했지만 허목과 허적의 정치성향 차이는 갈등을 불러왔다.
1675년(숙종 1년) 초 숙종은 제1차 예송 논쟁으로 피해를 입은 남인 관료들을 복권시켰다. 허목은 송시열, 송준길을 공격했다가 파직, 유배당하다가 죽은 윤선도의 복권과 관작 추증을 건의하였다. 이때 허목은 윤선도를 마땅히 의정(議政)으로 추증하고 작위를 내려야 한다고 건의했으나 허적(許積)은 옳지 않다하여 논쟁을 벌였고 결국 윤선도의 증직은 이조판서(吏曹判書)로 정해졌다.
1676년 1월 허목은 숙종에게 ‘잠명(箴銘)’을 올리면서 ‘지금 신이 감히 고문체로 써서 올립니다. 이는 삼대시절의 글이고 교훈이며 법도이니 전하께서 언제나 살펴 잊지 마시고 준수하소서’라 하였다. 1678년 서인의 영수 송시열의 처벌 문제로 미수와 한 집안인 영상 허적과 대립하게 되었다. 허목은 송시열이 예를 오판한 것을 바로잡았음을 종묘에 고하자는 주장(고묘)을 하였으나 허적의 반대로 무산되었다. 이때 경상남도 장기현에 유배중인 송시열에 대한 처벌 문제가 부각되자, 그는 온건파인 허적의 탁남에 맞서 윤휴와 함께 송시열의 처형을 주장하며 강경파인 청남을 이끌었다. 1678년 3월 고령의 나이를 이유로 의정부우의정직 사직을 청하여 윤허하였고, 바로 행판충추부사(行判忠樞府事)에 임명되었다.
그해 아들이 천연두로 사망하자 숙종이 승지를 보내 특별히 조문하였다. 한편 허적의 서자 허견(許堅)이 부녀자를 겁탈하였다가 이를 비판하는 선비들이 처벌받고, 서인 남구만이 이를 공론화하자 남구만 역시 처벌받았다. 그러자 허목은 잘못은 권력을 남용한 허적, 허견 부자에게 있는데 왜 애꿎은 선비가 죄를 받느냐며 항의하여 논란이 벌어졌다. 남인 내에서는 당론으로 허견의 잘못을 은폐하려 했고, 남인 소장파들은 허견의 잘못을 남인 고위층의 자제라는 이유로 덮으려 드는 것을 비판했다. 허목은 남인 소장파의 손을 들어 허적과 허견을 비판했다.

#### 숙종의 각별한 총애
1679년 3월 15일 강화도에서 투서의 역변이 일어나자 진상을 밝힐 것을 상소하였다. 이어 4월 6일 상경해 송시열을 처벌하지 않는 의정부영의정 허적의 결정을 독단, 전횡이라며 맹렬히 비난하는 상소를 올렸다.
| “ | 송시열은 적자니 서자니 하며 감히 효묘(孝廟)를 등극하지 않았어야 마땅할 가짜 임금으로 만들었으니, 그 죄가 죽어 마땅한 첫째 이유이고, 영릉(寧陵)의 불경스런 변고를 가리고 숨겨, 땅속에 채인 덥고 답답한 증기를 길상(吉祥)이라고 말했으니, 이 역시 죽어 마땅한 둘째 이유이며, 선량한 사람을 내쫓고 옛 제도를 변경하였으며, 세도(世道)에 빠져 나라를 그르치고 정사를 어지럽혔으니, 그 죄가 죽어 마땅한 세번째 이유입니다. 그러나 역적과 공모한 증거가 나타나지 않았고 법을 적용하자는 논의가 을묘년(1675년)에 죄를 논의할 적에 나오지 않았으므로 성상께서 용서하여 죽지 않도록 하신 것인데, 이제 그가 고집하던 말이 역적의 입에서 나왔다고 하여 느닷없이 형률을 가한다면, 군주의 법 적용이 미진한 바가 있을까 두렵습니다. | ” |

그는 숙종으로부터 세 조정에서 큰 덕을 가진 선비, 즉 '삼조석덕지사(三朝碩德之士)'로 대우받아 숙종의 각별한 총애와 지우를 받았다. 숙종 즉위 초 우참찬 겸 성균관좨주와 좌참찬, 이조판서를 거쳐 우의정에 올랐지만 재산 욕심을 부리지 않은 덕에 매우 가난하였다. 그가 살던 연천의 초가집이 화재로 소실되자 촌가(村家)를 빌려 살고 있음을 전유(傳諭)하러 간 사관(史官)을 통해 전해들은 승지(承旨:李沆)가 조종조(祖宗朝)의 고사를 인용하여 공이 노년을 지낼 거처를 예우 차원에서 마련해 주기를 청하자 숙종이 경기 감사에게 명하여 집을 지어주도록 하였는 바 그 구조는 사랑채와 안채 및 별묘(사당)로 되어 있고 부지는 약3000평에 이르렀다.
그는 상소를 올려 완강하게 사양했음에도 불구하고 집이 낙성되자 국은에 감사하는 뜻으로 당호(堂號)를 "수고은거(壽考恩居)"라 했는데 앞 정면에는 괴상한 돌로 꾸며진 괴석원(怪石苑)과 뒷편에는 십청원(十靑園)이란 정원이 있어 노년의 서식소(棲息所)로서 세칭 은거당(恩居堂)으로 불렸는데 한국전쟁으로 전부 소실되었다.
그러나 그해 6월에 당시 영의정 허적의 실정과 허적의 서자 허견(許堅)의 죄상을 성토, 논핵하여 왕의 노여움을 샀다. 그해 가을 사복시 제조(司僕寺提調)가 되었다. 1679년(숙종 5년) 송시열이 효종을 가짜 임금으로 만들려 했다며, 송시열의 처형을 건의하였다.

#### 허적 규탄, 윤휴와 결별

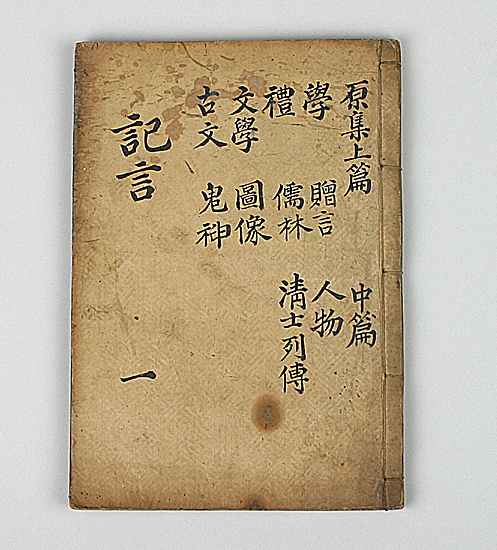
유작 미수 기언 (1689년)

1679년 5월 탁남의 영수인 영상 허적의 아들 허견의 권력남용을 이유로 허적을 탄핵했다가, 오히려 자신이 역공격을 당하였다. 6월 16일 윤휴는 허목의 허물을 지탄하는 상소를 올렸다.
| “ | 허적은 선왕(先王)께서 부탁한 신하요, 성상께서 의지하는 신하가 아닙니까? 허목이 남의 말을 경솔히 믿고서 다시 차분히 구명해 보지도 않은 채, 여지없이 지척하여 창황히 서울을 떠나게 하였으니, 성상께서 의심하시고 노여워하심이 마땅합니다. 허목이 나이 아흔에 가까운 만큼 총명과 사고가 지난날과 같지 않아서, 이내 뭇사람의 말에 동요되고 유언비어에 현혹되어 마침내 이처럼 분별없는 말까지 하게 된 것이지, 그의 마음을 살펴보면 다른 속셈은 있지 않았습니다. 그런데 성상께서 조용히 살펴보시지 않고 비답의 말씀이 너무 통절(痛切)하셨으니, 신은 이 거조가 적이 안타깝습니다. 가까운 시종의 신하를 허목에게 보내어 속히 회오(悔悟)의 뜻을 보이시고, 또 한편 권면을 더하여 허적의 발길도 돌리게 함이 마땅할 듯합니다. | ” |

이어 허목을 탄핵하는 상소가 올라왔고, 6월 18일 숙종은 허목을 추궁하였다. 6월 21일 사헌부장령 김정태(金鼎台)가 허목을 신구하는 상소를 올렸다가 파직당하고, 이어 태학생(太學生) 이택(李澤) 등이 허목을 변호하는 상소를 올렸으나 묵살당했다.
1679년 가을 윤휴가 차자를 올려 허목과 허적의 화해를 주선하는 한편 허목의 허물을 지탄하였다. 임금이 노함에 스스로 죄를 청하고 연천으로 돌아 왔다. 윤휴는 허목이 과격하다며 허적을 옹호하였다. 이에 허목은 윤휴가 서도의 금송을 불법으로 가져다가 재목으로 집을 지은 것을 문제삼았고 이 일로 윤휴와 허목의 관계는 틀어지게 된다. 이 사건 이후 후대의 남인은 허목과 윤휴 중 누구를 정통으로 보느냐를 두고 논란거리가 되기도 했다. 성호 이익은 허목을 정통으로 보고 윤휴를 패리라고 주장한 반면 다산 정약용은 윤휴의 노선이 선명하고 허목의 견해는 선명하지 못하여 다소 문제가 있는 것으로 간주했다.
그해 7월 유학 이후평 등이 허목을 변호하는 상소를 올렸고, 7월 18일에는 홍우원이 나서서 허적이 수상으로 있는 6년간의 실적이 없는 것과 허목을 박대하는 것이 아니냐고 상소하여 논란이 되었다. 숙종이 대죄하고 물러난 허적의 충주 소태면 집에 승지와 예조판서까지 보내서 허적을 설득하는 것을 본 허목은 그해 8월 사직소를 올리고 마전으로 되돌아왔다. 1679년 10월 9일 다시 판중추부사(判中樞府事)가 되었다.

### 파직과 최후

#### 파직과 낙향
1680년(숙종 6) 4월 경신환국(庚申換局)으로 서인(西人)이 집권하고, 허견의 옥사로 허적·윤휴 등이 처형되자, 서인 사간원대사간 유상운(柳尙運), 사간원사간(司諫) 안후(安垕), 사헌부집의(執義) 최후상(崔後尙), 지평(持平) 이수언(李秀彦), 사간원정언(正言) 안후태(安後泰)·신완(申琓) 등의 규탄을 받아 파직당하고 경기도 연천으로 물러났다. 이후 서인계의 계속된 공격, 탄핵을 받았다.
이후 서인에 의해 강서 현령(江西縣令) 김만성(金萬成)에게 뇌물을 받은 일로 비난받은 뒤, 허견의 옥사에 엮여져서 탄핵 대상이 되었고, 이때 송시열을 탄핵하는 과정에서 나온 단어를 문제삼아 그가 효종을 모독했다는 이유로 탄핵을 당하였다. 허견의 옥사와 기타 여러 가지 이유가 복합되어 1680년 5월 양사의 탄핵을 받아 삭출(削黜)되고, 의금부에 투옥되었다. 서인 위관들은 그에게 혹독한 형문을 가하며 허적 일파와의 관계성을 추궁하였으나, 청남의 중진으로 탁남 허적 일파와 사사건건 대립했던 그는 혐의를 승복하지 않았다. 같은 달 거듭된 탄핵으로 문외 출송(門外黜送)되었다가 서인 사헌부의 건의로 사판에서 삭제되었다. 서인은 허목을 국문을 계속할 것을 건의하였으나 숙종은 고령이라는 이유로 허락하지 않았다.
관작을 삭탈당한 뒤 경기도 마전군 북면 강서리(현, 경기도 연천군 왕징면 강서리)로 내려가 고향에서 저술과 후진교육에 힘썼다.

#### 학문 교육과 그림 교육

만년에 쓴 서예작품 (1682년)

그는 일생 고학(古學)에 침잠하여 육경(六經)을 근본으로 박학(博學)의 세계를 추구하여 우리 실학(實學) 발달의 단초가 되었고 기언(記言), 경례유찬(經禮類纂)등 방대한 저술(著述)로 위대한 학문적 업적을 남기는 한편 서화에도 뛰어나 고전(古篆)에 바탕하여 독창(獨創)한 전서(篆書)는 동방제일(東方第一)이라는 평과 더불어 숱한 일화를 낳기도 했는데 삼척의 척주 동해비(東海碑)에 새겨진 동해송(東海頌)과 고문운율(古文韻律)등이 실린 그의 수필집인 《수고본》(手稿本) 등은 보물로 지정되어 있다.
학문 교육을 통해 성리학자를 양성하였고, 그림을 교육하여 화가들을 양성했다. 그는 그림 화법 교육 외에 도해법(圖解法, 그림 해석 방법)도 가르쳤다. 도해법을 해설한 《심학도 (心學圖)》와 《요순우전수심법도 (堯舜禹傳授心法圖)》를 지어 후학들을 교육하였다. 그림을 통해 그림을 그린 사람의 의도를 해석하는 법을 강론하였고, 서화와 난초, 정밀 묘사와 풍경화에도 두루 능하였다.
또한 그는 그림을 품평하기도 했다. 이상좌의 작품 중 일본에 전하는 '월하방우도(月下訪友圖)' 등 그의 전칭 대작들은 작자미상으로 전해졌는데, 미수 허목이 1671년 '불화첩'(보물 593호) 등의 발문을 쓰면서 이상좌의 그림이라고 증언하기도 하였다.
역사에도 조예가 깊던 그는 '진산(鎭山) 의무려산 아래 고구려 주몽씨가 졸본부여에 도읍했다'며 고구려의 도읍지가 국내성이 아니라 의무려산이라 주장했다. 또, 허목은 단군 왕검을 민족사적 정통으로 간주했다. 이는 기자를 정통으로 본 서인이나 성리학적 사관과는 정면으로 배치되는 것이다.

#### 최후

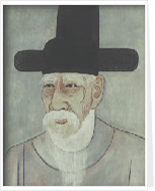
만년의 허목
(80대 중반 무렵에 그린 초상화)

삭탈당하고 도성에서 추방된 뒤 그는 고향에서 저술과 후진교육에 전념하였다. 이후에도 유배를 청하는 서인 언관들의 여러번의 탄핵 상소가 계속 빗발쳤으나 숙종이 윤허하지 않아 모면하였다. 경신환국 이후 그는 윤선도의 둘째 아들 윤의미의 아들 윤이후(尹爾厚)의 청으로 윤선도의 묘비문(해옹윤참의비(海翁尹參議碑))과 신도비문을 지어주었다.
그는 성리학자이면서도 화가, 교육자, 작가, 시인이기도 했고, 다방면에서 활동하였다. 성리학을 넘어, 유교만이 진리는 아니라는 생각을 하여 동료나 정적들로부터도 특이하다, 괴이한데 관심이 많다는 비평을 듣기도 했다. 1680년(숙종 6) 경신대출척 이후 서인들은 계속해서 그를 사형에 처하라는 상소를 올렸으나 숙종이 모두 받아들이지 않았다. 남인의 몰락을 예상한 그는 스스로 자신의 묘지명과 묘비문을 지어 두었다.
| “ | 허미수자명(許眉叟自銘) 수(叟)의 성명은 허목이요 자(字)는 문보(文父)이다. 본관은 공암으로 한양의 동쪽 성곽아래에 살았다. 수는 눈썹이 길어 눈을 덮었으므로 자호하여 미수라 하였다. 태어나면서부터 손금이 글월 문(文)자 무늬로 되었으므로 또한 스스로 자를 문보라 하였다. 수는 평생 고문을 지극히 좋아하여 항상 자봉산(紫峯山)에 들어가 고문인 공씨전(孔氏傳)을 읽었다. 늦게야 문장(文章)을 성취하니, 그 문장은 방사(放肆)하였지만 난잡하지 않았다. 또 희활(稀闊: 소식이 잦지 아니 함)을 좋아하여 스스로 즐겼으며, 마음으로는 고인이 남긴 교훈을 따라 항상 스스로를 지켜 자신의 허물을 적게 하고자 노력하였으나 능히 그렇게 하지는 못하였다. 스스로 명(銘)하노니, 말은 그 행동을 가리지 못하며, 행동은 그 말을 실천하지 못하였다. 뜻만 커서 성현의 글을 읽었을 뿐 허물을 줄이는데 도움된 것이 없도다. 이를 돌에 써서 뒷사람을 경계하노라. | ” |

| “ | 자명비음기(自銘碑陰記) 공암 허씨는 본래 가락국 수로왕의 후예이다. 외사(外史)에 의하면 수로왕은 158년간 나라를 다스렸다고 한다. 신라 말에는 허선문의 나이 90세 이었을 때 고려 태조를 섬겼는데 견훤을 정벌할 때 궤향한 공이 많아 공암촌주로 삼으니 이로 인하여 그 자손들은 공암족이 되었다. 촌주 이후에 상의봉어 현, 내사사인 원, 예부시랑 정, 태위 벼슬을 한 재, 공부상서 순, 직사관 이섭, 예빈소경 경, 예부상서 수, 첨의중찬 공, 판도좌랑 관, 도첨의찬성 백, 지신사 경 전리판서 금, 판봉상시사 기, 양양도호부사 비, 합천군수 훈, 의영고령 원, 좌찬성 자, 전함별제 강, 포천현감 교에서 목에 이르기까지 23대가 된다. (허목)은 효종8년(1657)에 63세로 지평에 임명되었다가 다음 해에는 장령으로 옮겼다. 현종께서 즉위함에 예를 간쟁1)하다가 쫒겨나 실직(悉直)2)을 지키게 되었으니 실직은 동해가의 궁벽한 곳으로 옛날 예맥의 땅이다. 그 후 2년 만에 또 안렴사에게 쫒겨 났다. 그 후 12년이 지난 금상 원년(1675, 숙종 원년)에 다시 부름을 받아 대사헌에 이르렀고3) 1년 동안 5번이나 관직을 옮겨 삼공(三公)에 이르니 81세였다. 4년 째 되던 해에 벼슬을 내놓았다가 그 뒤 3년 후에는 죄를 얻어 방출4)되어 다시는 부름을 받지 못하였으니 이때 나이가 86세였다. 앞서 용사(用事)하던 여러 신하들은 모두 다시 조정에 들어왔다. 지금 내가 늙은 지라 자서(自序)를 짓고 또 태공망, 관이오, 연주래의 계자, 거백옥, 백리해와 중니의 여러 제자인 안자,증자,자사자 등 여러 성현들의 출처와 사수(辭受) 모두 13편을 기술하였다. | ” |

저서로는 《미수기언 (眉叟記言)》과 예학 서적인 《경례유찬》(經禮類纂), 《동사(東事)》, 《청사열전淸士列傳》, 《경설經說》, 《방국왕조례(邦國王朝禮)》 《정체전중설(正體傳重說)》, 삼척군 향토지인 《척주지 (陟州誌)》 2권, 기행문인 두타산기(頭陀山記) 등이 있고, 작품으로는 척주동해비와 암각문 등이 있다.
1682년(숙종 8) 4월 27일에 경기도 연천군 은거당(恩居堂)에서 병환으로 사망하였다. 사망당시 그의 나이 향년 87세였다. 1593년생 설을 취하면 89세가 된다. 그가 죽자 숙종은 슬퍼하며 일주일간 조회를 파하였다. 그는 글씨도 잘 썼는데 특히 전서를 잘 써서 이름이 있었으며, 동방의 제1인자라는 칭찬을 받았다. 그 밖에 그림과 문장에도 뛰어났다. 그러나 경신대출척 이후로 남인들은 대거 몰락하였으므로 그의 장례는 간소하게 하였다.
바로 은거당 근처의 야산에 임시로 매장했다가, 1688년 연천 강서리(후일의 연천군 왕징면 강서리 산90번지)로 이장하였다.

### 사망 직후

허목 영정
(사후 제작된 영정으로, 생전에 그려진 초상화를 보고 그린 것이다.)

사후 서인들은 그를 사문난적이라고 비난하며 매장하려 했다. 그 뒤 1689년 기사환국으로 복권되면서 문정(文正)의 시호가 추증되었다. 경기도 마전현 왕징면 강서리(현 연천군 왕징면 강서리) 인근 야산에 임시 매장되었다가 마전현 왕징면 강서리 산 90번지(경기도 연천군 왕징면 강서리 산90번지) 선영 근처로 개장 되었다. 비석은 그가 스스로 지은 자비명(自碑銘)을 새긴 표석(表石)이 세워졌다.
1682년(숙종 8년) 5월 숙종은 그의 직첩을 되돌려주려 했으나 서인 삼사에서는 이를 반대하였다. 홍수의 변(紅袖之變) 당시 악의를 품고 삼복 형제를 구원하기 위해 김우명을 소환과 무고죄 처벌 건의했으며, 효종 때의 예송논쟁 역시 정변을 기도한 것이며 윤휴보다 죄가 못하지 않다며 계속 공격하였다. 5월 15일 형조 판서 박신규(朴信圭)가 허목만이 죽었는데도 죄안에 있음을 들어 사면을 청하여 사면되었다.
1684년 1월 숙종이 그가 대신을 역임했다 하여 복권시키려 하자, 홍만조(洪萬朝), 이현조(李玄祚) 등이 소를 올려 허목의 복권을 상소하였다. 숙종이 그를 복권하려 하자, 1월 25일 사헌부집의 이굉(李宏), 장령 안세징(安世徵), 지평 양중하(粱重厦) 등이 반대하여 무산되었다. 1월 26일 수찬 홍만조, 예문관대교 이현조 등이 다시 허목을 변호하는 상소를 올렸다가 파면되었다.
그해 1월 민정중이 상소하여 '효종의 정치가 문란하였다는 말을 했다'며 허목의 복권을 반대하였고, 2월에도 허목을 규탄하였다.

### 증직과 추탈
이후 서인들은 그를 계속 공격하여 사문난적으로 몰고 갔다. 1688년(숙종 13년) 관작이 회복되었고, 다음해 3월에 현 연천군 왕징면 강서리 선영 건좌(乾坐)에 부인과 합장으로 장사 지냈는데 숙종이 친히 제수(祭需)를 내리고 제문을 지어 승지 박진규를 보내 제사 지내고, 또 자손들을 등용하고, 그의 문자와 저서를 간행하도록 명하였다. 1689년(숙종 15년) 숙종의 특명으로 저서 《미수 기언》이 간행되었다. 1692년(숙종 18년) 증(贈) 의정부영의정(議政府領議政)에 증직 추서되었다.
1690년 사학유생(四學儒生)의 상소를 가납하여 마전(麻田)에 미강서원(嵋江書院)을 세우도록 해 사액(賜額) 하고 그 다음해에는 문순공(文純公) 퇴계 이황(退溪 李滉)의 선례에 따라 시장(諡狀)없이 문정공(文正公)의 시호를 바로 내렸으며 그 다음해에는 특별히 명하여 전라남도 나주(羅州)에 사우(祠宇)를 세우고 미천서원(眉泉書院)의 선액(宣額)을 내리고 예관을 보내 제사를 지냈다.
그러나 1694년(숙종 20년) 갑술환국으로 서인이 집권하고 남인이 거세되면서 관작이 다시 추탈되었다가 1697년(숙종 23년) 다시 복권되었다. 1701년(숙종 27년) 무고의 옥으로 다시 관작이 추탈되었다가 정조 때인 1795년(정조 19년) 10월 다시 복권되었다. 이후 서인들은 그를 사문난적으로 몰아 비방하였고, 그를 김안로, 심정, 유자광, 윤원형 등과 비슷한 인물로 매도하였다.
신도비(神道碑) 비명(碑銘)은 그의 문인 이서우의 문인인 손제자 성호 이익(星湖 李瀷)이 지었다. 그의 신도비는 증조부인 동애(東厓) 허자의 신도비와 나란히 입구 길옆에 세워져 있는데 6.25 전란 중에 신도비들은 모두 파괴, 소실되었다. 현재 세워진 신도비는 원래의 비문을 11대손인 국회의원 허혁의 글씨채로 다시 복원한 것이다.

### 사후

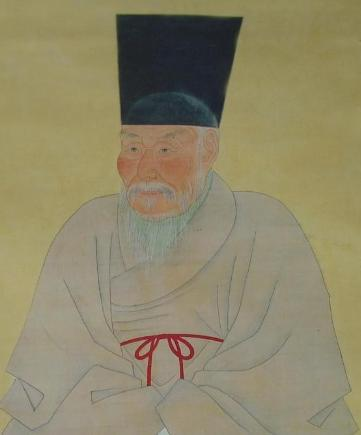
문인 이서우

1701년 남인의 몰락 이후 그는 사문난적으로 몰렸고 그의 저서들은 노론에 의해 금서로 지정되었다가, 정조 때 가서 해금되었다. 그러나 정조 사후 남인이 몰락하면서 다시 사문난적으로 몰렸다가 1863년 흥선대원군 집권 후 다시 해금되었다.
1724년(경종 4년) 3월 소론 이조참판 이진유(李眞儒)가 송시열, 허목의 서원을 철훼할 것을 건의했으나 이광좌의 상소로 사액만 거두는 것으로 종결되었다. 이때 '근래의 선정으로서 허목처럼 티없이 순수한 사람이 있느냐?'며 그를 옹호했던 승정원동부승지 이인복(李仁復)은 그해 4월 파직되었다. 허목을 모신 서원의 사액들은 정조 때 되돌려받았다.
이후 경기도 마전의 미강 서원, 전라남도 나주의 미산서원(尾山書院), 전라남도 나주(羅州) 미천서원, 경상남도 마산의 회원서원(檜原書院), 삼척의 육향산 미수사 등에 제향되었다. 뒤이어 사림(士林)들이 공의 학덕(學德)을 기리기 위해 경남 의령에 미연서원(嵋淵書院)을 세워 봉안 하였으며 문목공(文穆公) 한강 정구(寒岡 鄭逑)를 주향(主享)으로 모신 창원의 회원서원(檜原書院)과 강원도 삼척의 경행서원(景行書院), 충청남도 부여의 도강영당(道江影堂)등에 배향(配享) 하였다.
1825년(순조 25년) 의령군 대의면 행정리에 미수를 추모하고 후학을 양성하기 위한 미연서원(嵋淵書院)이 건립됐다. 그러나 이 미연서원은 1871년(고종 8년) 대원군의 서원 철폐령 때 없어지고, 영정 및 연보 판각은 경기도 연천에 있는 은거당으로 보내졌다.
1883년(고종 20년) 10월 24일 진사(進士) 윤희배(尹喜培)가 상소를 올려 허목의 학문과 공적을 높이 평가하여 문묘에 배향할 것을 청하였다. 그러나 11월 10일 유생 정혼(鄭混)등이 이를 반대하는 상소를 올렸고, 11월 13일 유생 신석영(申錫泳) 등이 윤희배를 사문난적으로 몰며 다시 반대 상소를 올림으로써 무산, 좌절되었다.
작품 중 《미수기언 (眉叟記言)》은 당대 명사들의 묘갈명과 신도비명 등이 다양하게 실려있어, 1960년대 이후 다른 문집들보다 앞서 국사편찬위원회에서 국역으로 번역, 간행되었다.

## 가족 관계
- 증조부 : 허자(許磁, 1496년 ~ 1551년, 호는 동애(東崖)), 허원의 아들
- 조부 : 허강(許橿)
- 조모 : 진주 강씨(晉州姜氏, 문량공 강희맹(文良公 姜希孟)의 5대손, 사용(司勇) 강복(姜復)의 딸)
  - 아버지 : 허교(許喬, 1567년 - 1632년)
  - 어머니 : 나주 임씨(羅州 林氏, 1575년 2월 3일 - 1647년 7월 10일), 임제(林悌)의 딸
    - 동생 : 허의(許懿)
    - 동생 : 허서(許舒)
    - 동생 : 허달(許達)
    - 동생 : 허순(許順)
    - 부인 : 전주 이씨(全州李氏, 1597년 12월 5일 - 1653년 2월) - 완선군(完善君) 이의전(李義傳)의 딸, 이원익의 손녀
      - 아들 : 허훤(許翧, 1615년 - ?)
      - 아들 : 허우(許咸+羽)
      - 아들 : 허도(許翿, 1536년 - 1676년)
      - 딸 : 윤승리(尹承离)에게 출가
      - 딸 : 정기윤(鄭岐胤)에게 출가

## 관련 작품

### 드라마
- 《인현왕후》 (MBC, 1988년~1988년, 배우:박종관)
- 《장희빈》 (SBS, 1995년~1995년, 배우:박종관)

### 묘소
묘소는 경기도 연천군 왕징면 강서리 산 90번지에 있으며, 근처에는 증조부 허자의 묘소가 있다. 허목의 묘소는 후일 경기도 지정 기념물 제184호로 지정되었다.

## 저서 및 작품
그는 그림과 지도 등의 작품도 남겼는데, 전국의 목장의 지도를 그려서 펴낸 목장지도(1669) 등을 간행하기도 했다.

### 저서
- 《미수기언[45] (眉叟記言)》 (1689)
- 《경례유찬》(經禮類纂) (1647)
- 《경설經說》(1677)
- 《쇄설유찬 績紳類纂》
- 《미수 천자문 (眉叟天字文)》
- 《정체전중설 (正體傳重說)》
- 《심학도 (心學圖)》 : 그림을 해석하는 법을 담은 책
- 《요순우전수심법도 (堯舜禹傳授心法圖)》
- 《고문지 (古文誌)》

### 역사서
- 《동사(東事)》 (1667)
- 《청사열전淸士列傳》(1667)
- 《단군세가 (檀君世家)》
- 《방국왕조례 (邦國王朝禮)》

### 지도

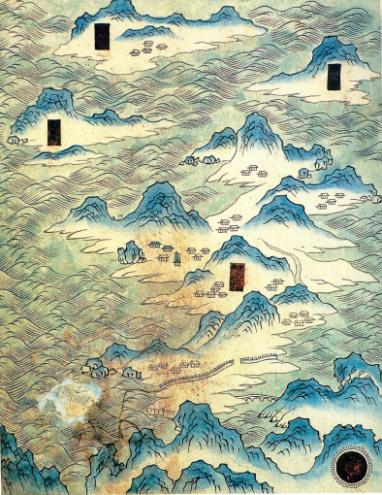
여수 목장지 전도

- 《목장지도 牧場地圖》 (1663)

### 수필
- 《허목수고본 (許穆手稿本)》- 보물 제592-1호
- 《두타산기[46] (頭陀山記)》

### 작품
- 삼척 척주동해비(陟州東海碑)
- 삼척 대한평수토찬비(大韓平水土贊碑)
- 유석신도비 글자
- 김효경 사당 개수지문
- 시흥 영상 이원익 비문(領相李元翼碑)
- 파주 이성중묘표문(李誠中表文)
- 해옹윤참의비(海翁尹參議碑) : 윤선도묘비문
- 윤선도신도비문
- 반구정기
- 조씨가숙(趙氏家塾) 편액
- 수색허적 문집 수색문집서
- 보주태후릉 비문 글씨
- 수로왕릉 비문 글씨
- 숭선전신도비문(崇善殿神道碑文)
- 밀양 백운정 현판

### 그림
- 묵죽도(墨竹圖)
- 심학도
- 여수목장지도

## 화랑

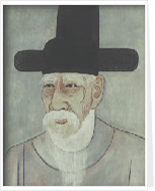
허목 영정 (1680년)
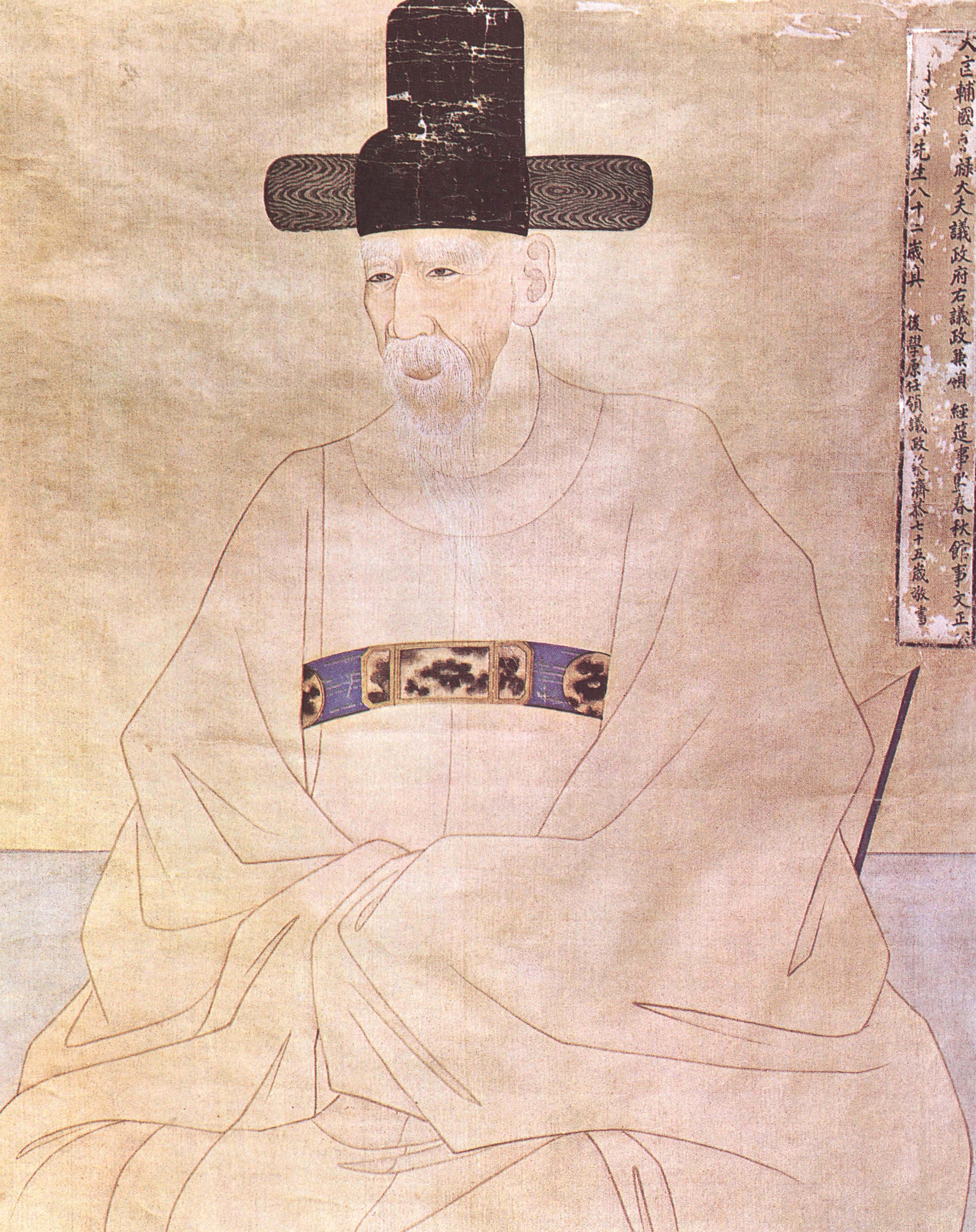
허목 영정 (1677년)
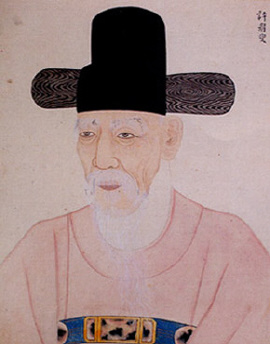
허목 영정 (1790)
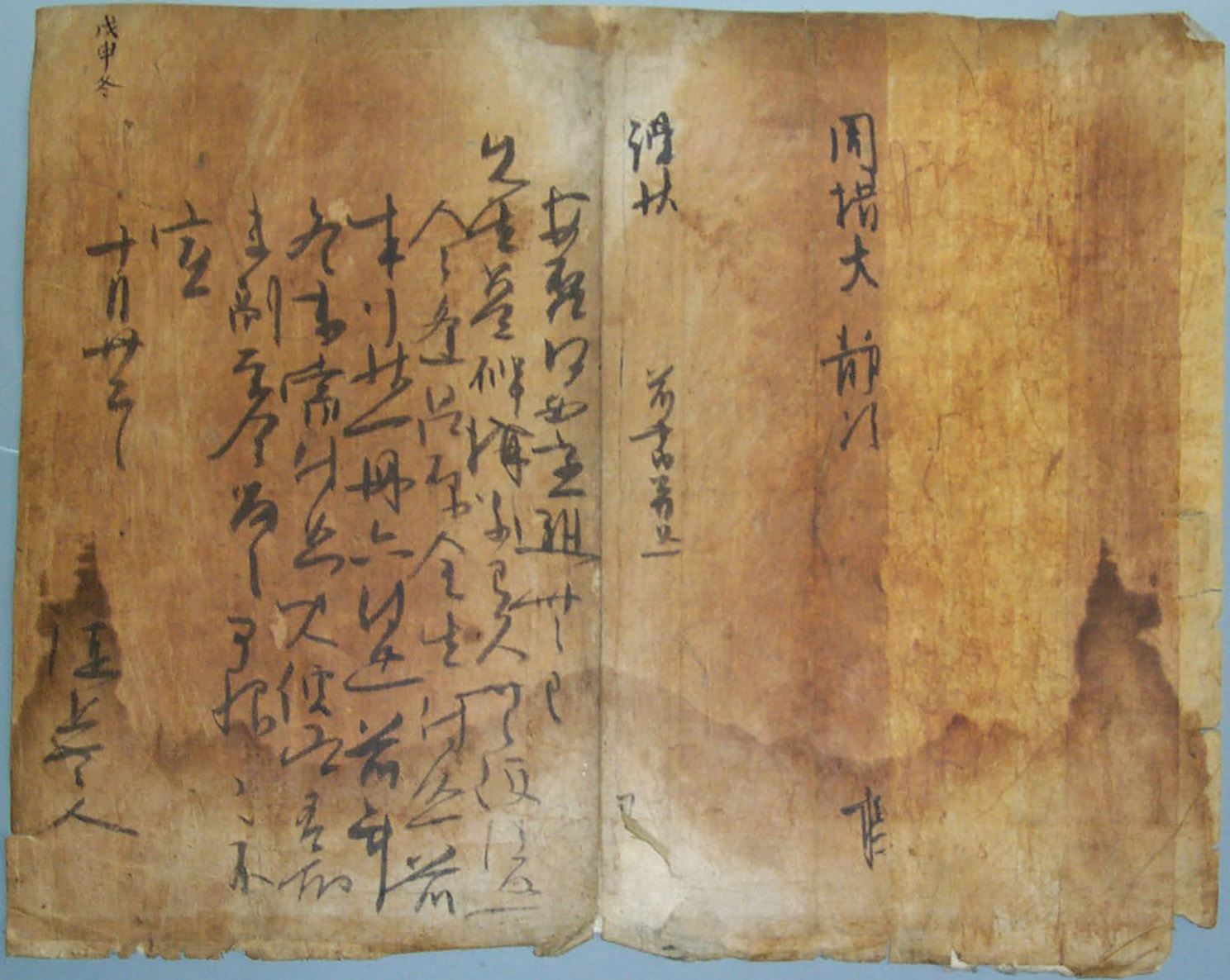
허목의 편지 (1624.10.22)
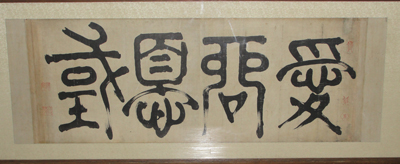
서예작 애군우국, 보물 592-3호
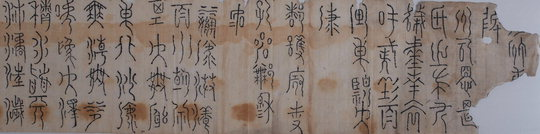
척주동해비문 (1661)
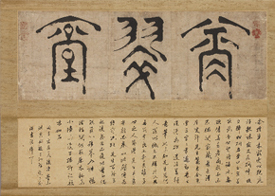
함취당 간판
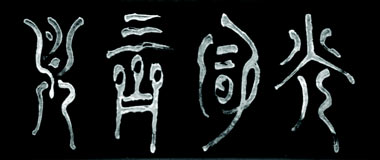
광풍제월 현판
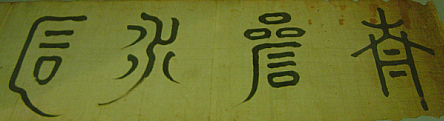
청암수석 (1682년작)
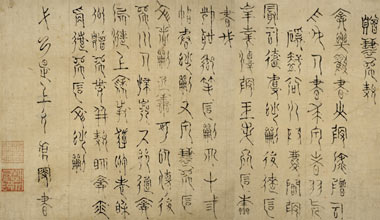
증 혜윤사(승려 혜윤이 지은 시의 운을 따서 차운한 시를 답으로 보냄)
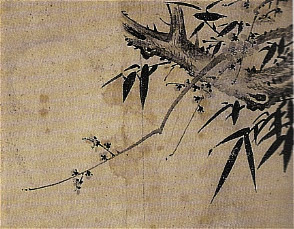
허목, 묵죽도
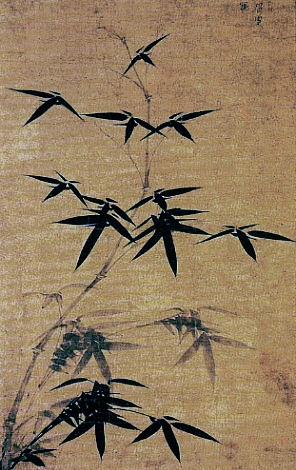
허목, 월야삼청
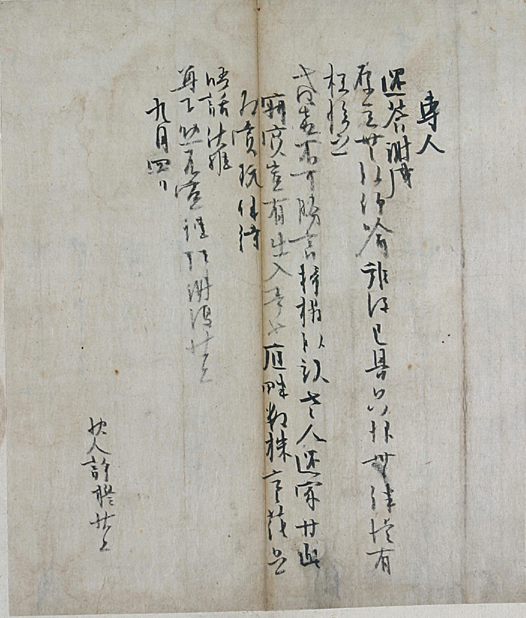
허목 서간
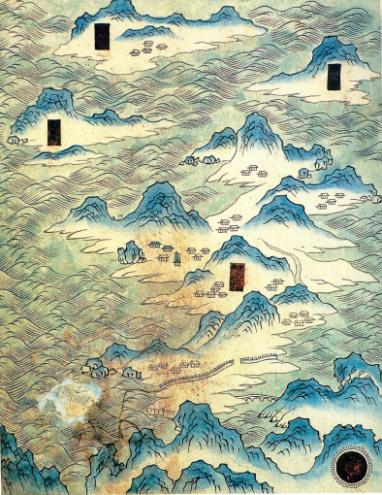
순천 목장지 지도
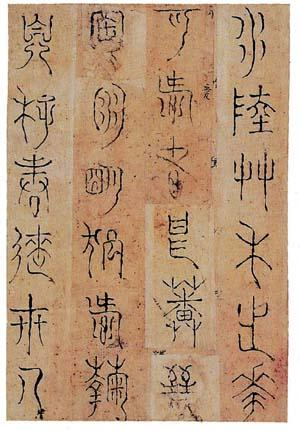
허목 필적
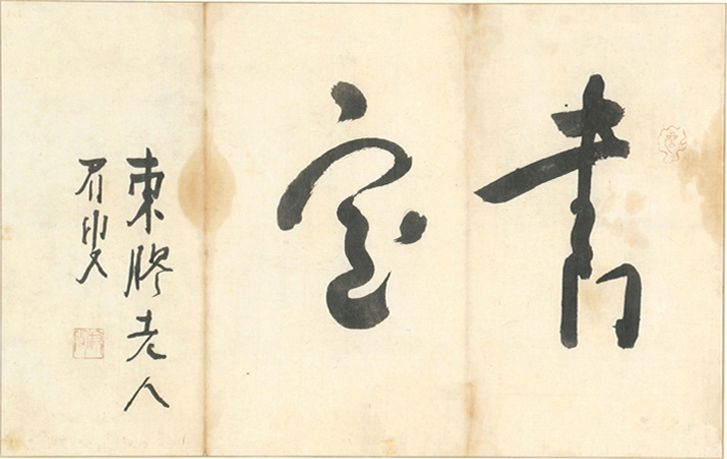
수궁 현판

## 평가와 비판

### 긍정적 평가
일천(逸薦)으로 벼슬길에 오른 후 30년간을 관직에 있었으나 타고난 학자적 체질로 행정 또는 정치권력의 직접적 집행보다는 주로 학자로서 또는 왕사(王師)의 입장에서 임금께 군덕(君德)과 시정(時政)에 관한 의견을 올려 치도(治道)가 바로 서게 하는데 주력했다고 볼 수 있는데 120여 차례의 상소(上疏)와 차자(箚子), 수의(收議)를 비롯하여 옥궤명(玉几銘), 심학도(心學圖) 및 요순우전수심법도(堯舜禹傳授心法圖), 군덕일신잠(君德日新箴)과 경설(經說), 동사(東事)등을 지어 올린 것으로 미루어 알 수 있다.
성호(星湖) 이익은 "조선조 500년 동안에 참으로 대신다운 대신이었다고 평하면서 선생은 조금도 권력에 아부하거나 연연함이 없이 오직 정의를 지키기에 힘썼고 또 마땅히 나아갈 때 나아가고 물러설때 물러서서 진퇴의 본말을 분명히 했으며 또 열심히 옛것을 연구하여 그 진리를 깨우쳤으며 어지러울 때는 욕먹지 않고 절조를 지키며 명분을 살려서 명예에 손상을 입지 않았다" 고 신도비문에 기록하였다.
또한 성호 이익은 신도비명에서 '권세에 아부하지 않고 올바름을 지켜 흔들리지 않기도 오직 허선생이 그랬고, 가당함을 보고서 나아가고 기미를 알아차리고선 곧 물러나와 시종(본말)이 법도가 있게 하기도 오직 허선생이 그랬다. ...초야에 있을 적에는 산수에 취미를 붙이고, 무릎을 포개고 앉아 선왕들의 도를 노래하며 장차 인생을 마칠 듯이 하였고, 임금이 예를 갖추어 초빙함에 미쳐서는 누차 사양하다 나아가서 아름다운 계책을 임금께 말하되, 임금과 백성을 요순때처럼 만들 생각이 간절했다'고 평하였다.
그림·글씨·문장에 모두 능했으며, 글씨는 특히 전서에 뛰어나 동방 제1인자라는 찬사를 받았다는 평가도 있다.

### 부정적 평가
송시열과 허목이 자의대비의 복상을 1년상을 입느냐, 3년상을 입느냐는 상복문제로 피 터지는 예송논쟁 벌여 주도권 싸움을 벌인 것은 예학의 한계를 보여줌과 동시에 성리학이란 학문을 내세워 기득권 싸움을 했다는 증명밖에 되지 못한다.는 비판도 있다.

## 성격
성격을 스스로 평하기를 '담담 화평하다'고 하였다. 그는 자신이 한번 옳다고 확신한 것은 쉽게 물러서거나 바꾸지 않았다.

## 사상과 신념

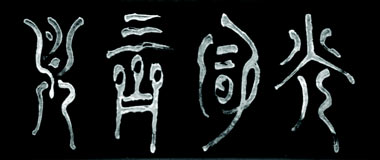
광풍제월 현판

유학자이자 성리학자이기도 했던 허목은 사상적으로 이황(李滉)·정구의 학통을 이어받아 유형원과 이익(李瀷)에게 연결시킴으로써 기호 남인의 선구이며 남인계열 실학파의 기반을 마련하였다.

### 학문
- 학맥으로는 퇴계 이황과 남명 조식의 손제자로, 이황과 정구의 문하생인 정구의 학맥을 계승했다. 또한 이황의 다른 제자이자 처조부인 이원익에게서도 수학했고, 북인 이산해의 문하에도 출입하여 수학했다. 그러나 외할아버지 임제로부터 서경덕의 영향을 받기도 했다. 허목의 사상적 동지인 윤휴역시 아버지 윤효전의 스승 중 한명인 민순을 통해 서경덕의 영향을 받았다. 다양한 스승과 학문을 접하면서 그는 특정 사상만이 정답, 진리는 아니라는 결론에 도달하게 된다.
- 그는 효종을 왕위를 계승했으므로 효종을 장남으로 봤다. 예송 논쟁 당시 그는 허적, 윤선도 등과 함께 효종은 왕위를 계승하였으므로 장남의 예로서 3년복을 입어야 된다고 주장했다. 다만 장남의 예로서 3년복을 주장했지, 신모설을 주장하는 윤휴의 이론에는 동의하지 않았다. 2차 예송 논쟁 때도 효종비 인선왕후를 맏며느리로 봐야 된다고 해석했다.
- 이기론에 있어서 그는 동인-남인계 학자였으나, 이기일원론을 채택했다. 이기론에 있어서 그는 이와 기는 분리할 수 없다고 주장하였다. 기는 이에서 나오고, 이는 기로써 움직이므로 이와 기는 따로 분리될 수 없다는 것이 그의 지론이었다.

### 왕사부동례설
허목은 왕가의 예와 사가의 예는 같을 수 없다(왕사부동례)는 스승 정구의 예설을 계승하여 이를 고수하였다. 재최삼년설(齋衰三年說)은 효종이 왕통을 계승하였으니 장자와 다를 바가 없다는 것이며, 장자가 죽으면 본처 소생의 차자가 장자가 되기 때문에 자의대비의 복제는 삼년설이 합당하다는 주장이다. 1660년 3월 당시 허목은 당시 도성 밖의 지방으로 나가 있다가 자의대비의 상복이 국제기년복으로 결정되었다는 소식을 듣고 기년이 지나 탈상되기 전에 그 잘못을 바로잡고자 하여 이 때 상소를 올린 것이다. 당시 삼년설을 주창했던 허목은 윤휴를 찾아가 토론하거나 편지를 교환하기도 했다. 우선 같은 3년설을 주장하되 약간 견해가 달랐던 윤휴와의 논의를 통해 자신의 주장이 합당한지 확인한 다음에 상소를 올렸다. 윤휴는 참최설을 주장했지만 허목은 어머니를 신하로 삼을 수는 없다면서 약간 수정된 견해를 제기한다. 허목은 의례 주소에서 "제일 장자가 죽으면 적처 소생의 제이자를 후사로 세우고 또한 장자라고 부른다"는 구절을 근거로 하여 효종을 인조의 종통을 이은 장자로 단정하였다.
여기서 당시 논의되고 있던 문제는 자의대비가 효종에게 입어야 할 복상이었다. 허목은 아버지의 복상이 결정되면 그에 따라서 어머니의 상복은 자동으로 결정되는 점을 들어 일단 의례 상복의 재최장의 '모위장자'(母爲長子)를 인용하지 않고, 의례 상복 참장의 '부위장자'(夫爲長子)를 인용했다. 그 뒤에 이어 의례 상복 재최장의 '모위장자'를 두번째 근거로 들면서 조대비가 효종을 위하여 재최삼년복을 입어야 한다고 주장하였다. 신모설은 부당하다며 재최3년설을 주장했는데 이는 어머니를 신하로 삼는다는 윤휴의 주장이 너무 급진적이라 보고, 의례 상복 참장의 부위장자복과 재최장의 모위장자복을 근거로 인용하여 자의대비의 복을 재최삼년복으로 결정하였다. 어머니가 장자에게 입은 재최삼년설은 '정체'로서 아버지의 대통을 계승한 아들로서 할아버지-아버지-아들이 체가 된다는 것이 요지였다.
또한 의례와 경전을 모두 찾아보고 차장자로서 승중한 자를 그냥 차남 이하로 치고 기년복을 입는다는 말은 경전에 어디에도 없다고 주장한다. 허목은 또한 "첫째 아들이 죽어 이미 삼년복을 입었기 때문에 차장자는 장자가 되어 승중을 하였더라도 당연히 기년의 복을 입어야 한다"는 조항 역시 없다며 효종을 차남으로 볼 이유가 없다고 반박하였다.

### 체이부정과 왕통 계승 문제
허목은 사종지설 중 '체이부정'의 서자(庶子)를 첩에게서 태어난 첩자(妾子)에게만 해당되는 것으로 해석했다. 그는 장자 이외에는 서자로 본다는 송시열, 송준길의 주장에 반박, '체이부정'의 서자를 첩자로 간주하는 이른바 서자 첩자설을 주장하여 효종은 인열왕후라는 정실 소생이니 이에 해당되지 않는다고 주장하였다. 그는 '정체'는 할아버지-아버지-아들로 이어지는 법통으로, '정체'는 장남만이 아니라 적자에서 적자로 이어진 경우도 정체로 보고 삼년복을 주장했다. 그리고 차자로서 대통을 계승한 것은 아버지의 뜻에 따라 왕통을 계승했으니 역시 장남이고 삼년복이며, 장남이 아닌 다른 아들도 대통을 이으면 차장자가 되므로 역시 '정체'가 된다는 것이다.
효종이 인조의 차장자로서 종통을 받든 정체에 해당한다고 주장하였다. 허목은 효종이 인조의 차장자로서 "대통을 이어 즉위한 정체"이며, 효종이 체이부정의 서자에 해당되지 않는다는 것이다. 때문에 "대왕대비께서 효종을 위해 재최로서 삼년복을 입어야 한다"고 주장하였다. 또한 그는 가공언의 사종지설을 설명하며 "효종은 이미 인조의 적자이니 대왕대비에게도 적자인 것이고 또한 왕위에 올라 왕통을 계승하였으니 '정체'(正體)인데, 그의 복제에 있어서는 '체이부정'으로 삼년을 입을 수 없는 자와 동등하게 할 수 없다"고 하였다.
허목은 천자와 제후라고 해도 장자와 장자의 처에게는 강복(상복의 규정을 격하하는 것)할 수 없으며, 서자는 오직 첩의 자식, 첩자(후궁 소생 자식)으로서 후사가 된 자만 서자로 보고 기년복을 입는다고 주장한다. 이어 장남이 죽으면 장손에게 가통을 계승시키는 것은 일반 사대부와 백성들에게만 해당되고 왕가는 특수한 존재이므로 이것을 적용할 수는 없다. 그리고 장남이 죽고 장손이 뒤를 잇지 않고 둘째 아들을 장자로 세운 것도 장남이며 이는 왕통에 관계된 문제이니 왕가의 예에는 일반 사가의 예를 적용시킬수는 없다는 것이다. 이에 송시열은 효종은 차남이며 아무리 대통을 계승했더라도 차남이라는 본질은 변하지 않는다는 것과 서자를 첩의 자식으로 한정한 조항은 고경에 없음을 들어 반박하였다.

#### 윤휴와의 차이
허목과 윤휴는 임금을 천자, 지존이라 하여 일반 백성들과는 다른 존재로 보았다. 사대부 이하 만백성은 같게 봤지만 왕과 왕가에 한해서만은 특별한 존재로 봤다.
허목은 효종이 인조의 왕통을 계승하였으니 장남이라고 보았다. 그러자 송시열은 세종대왕의 소헌왕후 소생 8명 대군의 예를 들며 8명의 아들이 먼저 요절하면 세종대왕은 장남을 위한 3년상복을 입고 또 3년상복을 입느냐며 반박하였다. 허목은 고례의 사종지설에 나오는 서자 부분은 어디까지나 첩의 자식에 해당되는 말이며, 장남이 죽으면 둘째 아들, 셋째 아들을 세워서 제2장자라고 한다고 보았다.
윤휴 역시 효종이 인조의 왕통을 계승하였으니 장남이라고 보았다. 윤휴는 국왕은 곧 지존이므로 자의대비 역시 조선사람이니 신하로 봐야 된다.(신모설)는 설을 주장했다. 윤휴는 주나라 무왕이 어머니 읍강을 현신(현명한 신하)라고 칭한 고사를 들어 어머니를 신하로 보는 예가 있다고 했다. 허목은 신모설에는 동의하지 않는다.
허목과 윤휴는 모두 왕사부동례라 하여 천자, 지존, 왕가의 예가 일반 사대부가의 예의와 같을 수 없음을 주장했다. 허목은 장남의 예로서 3년복을 입을 것을 주장했고, 윤휴는 장남의 예로서 3년복을 입는 것에 춘추의 신모설을 근거로 신모설을 주장했다.

### 고경참문
사서(四書)나 주희(朱熹)의 저술보다는 시·서·역·춘추·예의 오경(五經) 속에 담겨 있는 원시 유학의 세계에 깊은 관심을 보였다. 중국 진한(秦漢) 이전의 문물에 대한 탐구는 문자에도 적용되어 특히 전서(篆書)에 독보적 경지를 이루었다. 그러한 사상은 단순한 복고주의가 아니고 당시의 모순들을 극복하기 위한 새로운 활로의 개척을 의미하였다. 그의 예설은 정치적으로 왕권강화와 벌열 세력 억제를 통하여 왕조 질서를 확립하고 일반 사대부의 기회 균등을 찾으려는 의미를 지니고 있었으며, 서인들이 왕실에 대해서 유교적 예를 보편적으로 적용하여 상대적으로 집권 사대부의 권위를 높이려는 움직임에 대립되었다.
임진·병자 양란의 중세사회 동요는 미수에게 있어서도 필연적으로 공소함이나 관념에 치우친 주자학에 대한 반성을 요청하였다. 이러한 전환기 지식인으로서 허목은 자신의 학문을 고경(古經) 고례(古禮) 고문(古文) 고전(古篆)을 총괄하는 고학(古學)이라 천명하였듯이 주자학의 해석의 힘을 빌리지 않고 직접 공맹유학 본래 모습을 찾으려고 하였고, 당대 현실문제에 대한 답 또한 여기에서 구하려 하였다.
즉 삼대문자로의 복귀를 신념으로 고대 문자특성을 취하여 형성된 허목의 기고(奇古)한 서체는 중국의 이상적 지치시대인 요순시대의 치도를 당세에 구현하여야 한다는 복고적 논리로 당시 문란해진 치도를 바로 잡으려 하였던 것이다. 미수는 82세 때 숙종에게 ‘잠명(箴銘)’을 올리면서 ‘지금 신이 감히 고문체로 써서 올립니다. 이는 삼대시절의 글이고 교훈이며 법도이니 전하께서 언제나 살펴 잊지 마시고 준수하소서’ 라고 하였던 데서 이를 단적으로 확인할 수 있다. 이렇듯 허목은 부조리한 당대현실에 휩쓸리지 않고 복고를 통해 현실개혁의 이론적 근거를 마련하고자 하였으니 이는 당시 주류 문화현상에 대한 비판의식의 소산이다. 이런 측면에서 그는 영남 성리학과 근기 실학의 가교자로 자리매김되고 있지만, 진한 이전의 삼대 전적과 금석에서 문자를 고증해내는 그의 학예성향에서 실사구시를 모토로 하는 실학의 전조를 확인하게 된다.

### 역사관

#### 단군 국조설
허목은 조선이 중국의 속국이 아닌 자주국가임을 주장했다. 그는 문도들에게 조선은 방외별국(方外別國)임을 강조했다. 허목은 단군 왕검을 민족의 시조라고 하였다. 그는 역사학자로서 《동사(東事)》와 《단군세가(檀君世家)》를 지었다. 허목은 조선의 시조를 기자로 보는 견해와는 달리 조선의 시조를 단군 왕검으로 규정했다. 그리고 조선의 역사는 중화나 중국의 역사와는 무관한 독자적인 나라라고 하였다.
허목은 자신의 저서 동사(東事)에서 신라 정통론 외에 숙신, 부여, 고구려, 예맥, 말갈도 한국사로 규정하였다. 그는 동사에서 우리의 역사를 단군을 비롯하여 기자·숙신·위만·부여·삼한·고구려·백제·가락·예맥·말갈 등으로 구분하여 북방의 역사 역시 조선의 역사로 기술하였다. 이는 기자-신라-고려를 정통으로 생각하던 기존의 사관(김부식 이후의 사관)과는 다른 것이었다.

#### 허황후 출신지설
허목은 보주태후 허황옥의 삼국사기의 인도 남천축국 아유타국 출신설 외에도 다른 설이 있음을 언급하고 이를 기록으로 남겼다. 그는 미수기언에서 보주태후의 허황옥의 출신지에 대하여 다른 학설과 전설들이 전한다는 것을 언급했다. 인도 남천축국 아유타국 공주설과 아유타국 망명객이 정착한 중국 사천성 허가촌 출신설, 서역지방의 허국(許國) 출신설 등이 있음을 기록하였다.

### 유교 절대주의 비판

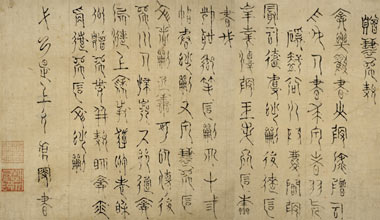
증혜사운, 승려 혜사의 시를 차운하여 그에게 보낸 편지

그는 성리학만이 절대적 진리라는 사상에 반대하였다. 또한 성리학을 넘어서 유교만이 절대적인 진리는 아니라고 생각했다. 이는 성리학, 주자학만을 비판적으로 본 윤휴와의 차이점이다. 그러나 유교를 비판, 부정하지는 않았다.
그는 부분적으로는 도가 사상과 노장 사상에도 해박한 지식을 가졌고, 경서와 점술, 예언 등에도 정통했다.

### 둔전제 폐지론
허목은 가장 시급히 해결해야 할 민생 구제책으로 지적하는 것은 하는 것이다. 1659년(효종 11년) 4월 허목은 시급히 해결해야 할 민생 구제책으로 "기근으로 굶어죽는 사람을 구하는 일과 명부가 잘못되어 젖먹이나 죽은 사람에게까지 징포하는 악폐를 시정"할 것을 청하는 상소문을 올렸다. 그에 의하면 이미 죽은 사람에게 군포(軍布)를 징수하는 것과 10세 미만의 젖먹이에게 군포를 징수하는 것은 사리에 맞지 않는 일이라는 것이다.
| “ | 나라가 여러 번 화란을 겪었는데 게다가 외세의 압박은 날로 급하여 백성은 빈곤하고 나라는 퇴폐했거늘, 아문에서는 이익만 엿보아 널리 둔전을 설치하여 백성으로 하여금 조세를 면하고 부역을 면해가며 편하고 배부르게 해주고 금단하지 않아 도리어 법령에 행하지 못랄 바를 하고 있으니 이는 실로 백성을 몰아가는 소굴이라, 저절로 전지의 세입은 날로 감소하고 민호의 수는 날로 줄어들어 국가의 대업이 날로 깎이니, 이것은 아문의 폐단입니다. | ” |

그러면서도 둔전의 유용성을 부정하지는 않았다.
| “ | 둔전이란 본시 병가의 이로운 제도입니다. 옛날 중국이 융성하였을 때에도 이적이 변경을 노략해 와 병화가 잇달아 연결되었을 경우, 국경상의 공지에 둔전을 실시하였습니다. 그러면서 외구가 물러가면 농사를 지어 양식을 쌓아 둠으로써 이를 수송하는 노고를 덜었고, 외구가 이르게 되면 방위태세로 들어가 그들의 힘이 쇠약하기를 기다렸던 것입니다. | ” |

그러면서도 당시의 둔전이 둔전 설치의 원래 취지와는 상관없이 부역을 피하는 소굴이 되었음을 한탄하고 있다.
| “ | 기름진 토지를 나누어 둔전으로 만들기 때문에 지부(호조)는 쭈그러져서 조세의 수입은 날로 줄어듭니다. 아문에 들어오는 세는 열에 두 셋 밖에 안되고 그나마 실용이 못됩니다. 나머지는 모두 둔전을 관리하는 유사의 사재로 들어가고 있으니 이것이 나라재정이 크게 옹색해지는 까닭입니다. | ” |

그는 둔전의 유용성을 인정하였으면서도 부역을 피하기 위해 유학자를 사칭하면서 둔전을 차지하고 농사를 짓는 것처럼 가장하는 현실을 지적했다. 그리고 둔전에 농사짓는 것으로 등록된 유생들 중 대다수는 직접 농사를 짓지 않고 따로 소작농을 고용하여 농사를 짓게 하며 자신들은 중간에서 이익을 취하는 등 병역 회피를 위해 거짓으로 둔전을 악용한다는 점을 지적했다.
허목이 무엇보다 軍屯田을 혁파할 것을 주장하는 논리의 기저에는 국가의 통제를 벗어나 나라의 조세 수입이 주는 것을 막고, 또 줄어든 조세수입을 충당하기 위해 무리하게 세를 거두는 폐단을 예방하고자 하는 것이다. 더불어 이들 둔전을 경제적 기반으로 하는 수어, 총융, 어영청 등의 군영도 해체하여 모든 것은 호조와 병조에 귀속시켜 정부의 통제하에 있게 하여 불법적인 세금포탈을 제도적으로 없애려는 것이었다.

### 호포제 폐지
1677년(숙종 2) 12월 우의정으로 있을 때 그는 호포제의 폐단을 지적하며 호포제의 폐지를 청하는 상소를 올렸다. 차자(箚子)를 올려 호포(戶布)의 불편(不便)함을 논하여 말하기를,
백성이 탄식하고 원망하는 것을 위해서 호포(戶布)의 법을 만든다면, 아약(兒弱)·물고(物故)에 대해 이웃에서 내는 베는 수량이 있지만 호(戶)마다 베를 내는 것은 끝이 없습니다. 이 법을 한 번 시행하게 되면 사방에서 탄식하고 원망하는 것이 도리어 물고·아약과 인족(隣族)의 수보다 여러 갑절이 될 것이니, 나라에서는 사방에서 원망을 더하는 셈이 될 것입니다. 신해년1836)부터 크게 흉년이 들어서 백성으로 유리(流離)하여 굶어 죽는 자가 억만을 헤아리게 되었는데, 지금까지 5,6년이 되었어도 생취(生聚)가 이루어지지 않아서 마을마다 텅비어 있습니다. 그런데 새 법을 만들어 명분 없는 베를 거둔다면, 백성들이 그 누가 말하기를 ‘성상께서 백성들을 불쌍하게 여겨 번민하시는 것이 여기에 이르렀는데, 백성이 어찌 베를 내는 고통을 아껴서 조정(朝廷)의 훌륭한 뜻을 어기겠는가?’라 하겠습니까? 처음에 기뻐하는 자는 열에 한둘도 안될 것이고, 마침내 원망하는 자는 백명 천명이 될 것입니다. 그렇게 되면 비록 나라를 부유하게 하고자 하더라도 백성이 곤란하고 괴로와하는데 누구와 더불어 부유해지겠으며, 백성이 유리하여 흩어지는데 누구와 더불어 나라를 다스리겠습니까?

그러나 왕이 윤허하지 않자 그는 계속 호포제를 폐지할 것을 청하는 상소를 올렸다. 1678년 1월에도 호포제의 폐지를 청하는 상소를 올렸고, 그의 청을 받아들여 호포제를 폐지하기로 하였다.

### 삼척부사 재직 시
1661년 전국적으로 닥친 가뭄과 흉년을 대비하여 피해를 최소화했다. 1660년 10월부터 2년동안 삼척부사로 재직하면서 향약을 만들어 주민교화에 힘쓰고 척주지를 편찬하는 한편, 삼척의 읍치가 동해에 가까워 조수가 들어 주민들의 피해가 심하자 당나라 한유의 고사에 의해 '퇴조비'를 세워 진정시켰다.
삼척부사 부임 직후, 바다의 범람으로 해일이 일어나자 해일을 대비하여 물자를 모아 주민들을 피난시켰으며, 해일이 물러간 뒤 민심을 수습하여 척주동해비를 건립하였다.

### 북벌론 비판
그는 북벌론을 공리공담이며 비현실적인 이론이라고 비판했다. 당시 북벌론은 남인의 일부도 동조하고 있던 것으로, 윤휴는 북벌을 위한 강력한 군대 양성을 주장했고, 허적은 이를 수용하여 도체찰사부를 설치하고 군사의 중앙집중화를 꾀했다. 그러나 허목은 이를 불가능한 이상이라고 비판했다.
1677년 비변사를 폐지하고 북벌준비를 위하여 체부를 설치할 것과 재정보전책으로 호포법(戶布法) 실시를 주장하는 윤휴(尹鑴)에 맞서 그 폐(弊)를 지적하여 이를 반대하였다. 막강한 권위를 지닌 북벌론에 대해서도 현실에 기반을 두지 않은 허구라고 주장하여 비판하였다. 이는 북벌론을 주장하던 윤휴와 그 문도들, 북벌을 위해 직접 훈련장을 마련하고 사병을 양성하던 유형원 등을 실망시키게 된다. 명나라의 멸망과 병자호란, 정묘호란 직후라서 그는 감정적인 비판과 인신공격을 받았으나 북벌론이 실현 불가능한 이상이라는 주장을 굽히지 않았다.
그는 북벌론은 허황된 망상이라 규정하고 북벌론 대신 청나라의 것이라고 해도 좋은 것, 옳은 것이 있다면 적극 받아들이고, 청나라의 학자들도 데려올 수 있으면 데려와야 된다고 하였다.

### 서예관
허목은 서예 역시 하나의 예술로 간주하고 우아함과 고상함, 그리고 고경 고문의 예를 본받아야 함을 강조하였다. 이는 서예 역시 하나의 도학으로 생각한 송시열, 송준길의 서예관과 대립된다.
글씨에 대한 미학적 입장 또한 동춘당과 우암은 창고(蒼古)함을 추구한 미수 허목과는 뚜렷이 차이가 난다. 즉 동춘당과 우암은 글씨를 심획(心劃)이자 덕성(德性)의 표출로 간주하면서 기교가 아니라 마음수련과 동일하게 생각한다. 물론 이것은 글씨를 도학(道學)연마의 연장으로 보는 이황이나 이이 등과 같은 입장이다. 실제 송시열은 이황의 서첩을 보고 “따뜻하고 도타우며 편안하면서도 화목한 뜻이 뚜렷이 필묵의 테두리 밖에 나타나 있으니 옛 사람들의 덕성이 어찌 오직 언행이나 사업에서만 볼 수 있겠는가”하고 감탄하였다.
미수가 한당 이래 문자를 열거하면서 “이런 것들은 모두 고문이 아니니 진한 때부터 내려올수록 풍기가 천박하여졌음을 알 수 있다”거나, 또 진에서 고문을 없애고 정막이 예서를 만들자 “천지기수의 격이 이렇게 떨어졌으니 참으로 한숨이 나올 일이다”라고 평하기도 했다.

### 율곡 이이 스님설
허목은 윤휴, 윤선도와 함께 율곡 이이는 불교 승려라고 주장하여 화제가 되었다. 허목은 시종일관 율곡 이이를 불교 스님으로 규정하였다.
율곡과 우계의 문묘종사 논쟁이 벌어질 때부터 허목은 이이를 유학자의 옷을 입은 불교 승려라고 비판했다. 율곡 이이를 문묘에 모시려 하자 그는 율곡은 유학자가 아니라 유학자의 옷을 입은 불교 승려에 불과한데 승려를 어떻게 문묘에 종사하느냐며 반대했다. 송시열이 윤휴를 사문난적의 딱지를 붙이자, 허목은 다시 율곡 이이는 불교의 승려라고 주장하여 서인이 학자가 아니라 승려 집단이라며 공격했다. 허목은 율곡 이이가 스님이라는 주장을 굽히지 않았고, 이는 송시열과 송준길과의 감정 대립의 하나의 이유가 된다.
허목은 또 율곡 이이가 당쟁을 조절하려는 척 했지만, '큰 것을 이기려는 굉장한 논의를 갖고서 자신이 (싸움에서) 이기기만을 힘썼다.'며 성토했다.

### 서인 저격수
1675년 숙종 즉위 초 남인계 소장파 언관들이 김수항, 송시열, 김수흥 등을 맹공격하자 남인 온건파인 허적은 이들이 경륜도 없으면서 대신을 헐뜯는다며 나무랐다. 그러나 허목은 이들 소장파 언관들을 감싸주고 두둔하면서 이들 남인 소장파 언관들의 김수항, 송시열, 김수흥 공격을 후원, 지원하였다.
이 무렵 발생한 홍수의 변에서도 김우명 등의 조작임을 논파했는데, 훗날 1680년 허견의 옥사 때 서인들은 그가 복창군, 복평군의 측근으로 그들을 구명하였다며 탄핵하였다.

## 일화
예송 이후 송시열은 윤휴를 적휴(賊鑴), 참적(斬賊), 허목을 독물(毒物), 독극물, 흉목(凶穆)이라고 불렀다. 이는 송시열의 수제자인 권상하에게도 계승되어, 권상하는 윤휴를 지칭할 때마다 항상 적휴, 참적, 허목을 지칭할 때는 독물, 독극물, 흉목이라 불렀다. 권상하는 공문서와 다른사람의 묘지명, 묘갈명, 신도비문 등에서도 윤휴를 항상 적휴, 참적, 허목을 독물, 독극물, 흉목이라 불렀다.

### 의학 지식
허목은 송시열과 사이가 매우 나빴다. 어느날 송시열이 중병이 들어 아들을 허목에게 보내 약을 지어오게 했는데, 그 약 중에 비상(독약)이 있었다. 이를 본 송시열의 아들은 비상을 버렸는데, 그 때문에 송시열의 병이 더 중해졌다. 송시열의 아들은 허목에게 가 새로 약을 받아 왔고, 송시열은 병이 나았다. 나중에 이 일을 안 송시열은 아들을 꾸짖고는 허목에게 사과하러 갔다.
허목은 기인으로도 유명한데, 평안 감사 시절에는 한 통인(심부름꾼) 아이의 성이 이씨라고 하자 몹시 이상해했다. 알고 보니 그 통인 아이는 길에서 주워다 기른 아이였다. 허목은 통인 아이에게 생부를 찾아 주고는, 생부모와 양부모 모두에게 효도하라고 말했다.
송시열의 제자들은 허목을 부를 때 이름을 부르지 않았다. '송자대전(宋子大全)'에 나오는 연인(漣人), 또는 연한(漣漢)이란 명칭은 허목의 고향 연천을 빗대 '연천 사람', 또는 '연천 사내'라고 부른 비칭(卑稱)이다. 송시열의 제자들 중 허목을 부를 때, 온건한 표현이 지비공(紙鼻公) 또는 지비옹(紙鼻翁)인데, 이는 허목이 평소에 호흡히 관련 질병이 있어 코에 종이를 붙였던 것을 두고 비꼰 것이다.

### 준경묘, 영경묘 복원의 실마리
그는 삼척부사로 재직 중 준경묘(濬慶墓)와 영경묘(永慶墓)를 찾는 실마리를 제공한다. 삼척은 목조 이안사의 외가이자, 준경묘와 영경묘는 태조 이성계의 5대조인 이양무 장군 내외의 묘소가 있는 곳으로, 삼척 미로리未老里에는 예전부터 목조 부모의 묘소가 있다는 전설이 전해져왔다.
《동국여지승람》의 기록에 근거한 것인데, 목조 부친의 묘소는 읍치 서쪽으로 45리 떨어진 노동에, 모친의 묘소는 30리 떨어진 동산에 있다고 했다. 조선 왕실에서는 선대의 묘소를 찾아 복원하려는 노력을 계속했지만, 선조 때까지 묘소의 위치를 찾지도 못했다. 허목은 준경묘와 영경묘를 찾는데 실마리를 제공한다.
1662년에 허목은 이를 고증하는 「노동이묘기蘆東二墓記」를 작성하면서 '목조가 살았던 옛 집터와 텃밭이 발견되었으므로 그 인근에 있는 규모가 큰 두 묘소가 진짜일 가능성이 크다'는 의견을 기록했다. 허목의 의견은 후일 1899년(광무 2년) 고종 황제가 삼척에 준경묘와 영경묘를 다시 찾아서 복원하는 근거가 되었다.

### 서인에 대한 부정적인 시각
그는 자신이 태어나기 전에 있었던 기축옥사에 대한 것을 접하고 서인들을 상당히 부정적으로 평가하게 되었다. 그는 정여립 사건 당시 억울하게 죽은 선비가 많다며 이들의 신원과 복권을 주장하기도 했다.
허목의 증언에 의하면, 정여립 사건 당시 호남의 선비들 중 정개청을 추존한 사실 때문에 죄인으로 억울하게 몰린 자가 50명, 그 중 유배형을 당하고 혹은 목숨을 잃은 자 20명, 금고된 자 400명에 이르렀다고 한다. 허목은 또 "일찍이 정개청이 정철을 가리켜 소인이라고 지탄한 그 한마디의 화가 이토록 심하였다"고 적고 있는데, 당시 정여립의 모반 사건으로 얼마나 많은 수의 사람들이 무골하게 피해를 입었는 지 알 수 있다.고 했다. 그는 정여립 사건이나 기축옥사를 서인들이 동인 제거를 위해 조작한 날조로 판단하였다.

## 송시열과의 비교
허목은 퇴계 이황의 학문을 이어 받아 영남학파의 학풍을 계승했다. 더불어 그는 도가와 장자사상까지 섭렵해 송시열과는 다른 학문적 체계를 세웠다. 허목은 이러한 자신의 도덕적 이념을 왕권강화를 통해 실현하려고 했다. 따라서 예를 적용하는 것도 왕과 일반 사대부를 구별하였다. 즉 예로써 왕권을 강화시켜 요순시대와 같은 성군정치를 실현시켜야 한다는 입장이었다. 이처럼 허목은 송시열과 같은 예치의 이념을 가졌지만, 그 방법을 다르게 본 것이다.
송시열은 조광조와 율곡 이이의 학풍을 계승한 김장생의 제자였다. 그러므로 송시열은 기호학파의 학풍을 충실히 따르고 있었다. 따라서 사전적 이론보다는 실천적 수양에 더 역점을 뒀으며, 정통 주자 성리학의 입장에서 통치자의 덕성 확립을 강조했다. 더구나 예는 유교정치에 있어서 교화의 수단일 뿐만 아니라 정치의 명분을 밝히는 것이므로 왕과 일반 사대부를 막론하고 평등하게 적용해야 한다고 믿었다.

## 기타
- 글을 잘 짓던 그는 당대의 명사들, 동료 문무 장신들, 경성의 벌열, 대가, 부자집의 묘갈명과 비문, 신도비명을 여러 편 지어주기도 했다.
- 유학 외에 도가 사상에도 두루 박식하였으며, 예언, 예지 능력이 뛰어났다.
- 《규원사화》의 영향을 받은 그는 자신의 저서 동사에서 환웅을 신시씨(神市氏)라 불렀다.
- 동생인 허서 역시 문인이자 화가로, 역시 그림을 잘 그렸으나 필적이 전해진 것은 드물다. 허서는 특히 초서와 예서에 뛰어났다.[8]
- 서인 중 곽제화(郭齊華)는 그와 인척간이었다.
- 그의 묘소의 석물들은 독특하게 흑색을 띄고 있다.
- 여행을 좋아했던 그는 각지를 다니며 기행문을 남기기도 했다. 반구정기(伴鷗亭記)에서 반구정 주변의 풍경을 다음과 같이 그렸다. '매일 조수(潮水)가 나가고 뭍이 드러나면 흰 갈매기들이 날아드는데 들판과 모래사장을 분간할 수 없을 정도로 가득하다.'고 평하기도 했다.[54]

### 호와 별호
화가이자 서예가이기도 했던 그는 다양한 호를 사용하였다. 호(號)는 미수(眉叟), 태령노인(台領老人), 석호장인(石戶丈人)이고, 별호는 미로(眉老), 희화(熙和), 공암지세(孔巖之世), 승명(承明)이고 다른 별호로는 동교노인(東膠老人), 구주노인(九疇老人), 동서노인(東序老人), 이서포옹(二書圃翁) 등이 있었다.

### 척주동해비
척주동해비(陟州東海碑)를 세우면서 허목은 다시 같은 문자의 비를 별도로 만들고 하인을 시켜 삼척 죽서루(竹西樓) 또는 삼척 관아 마루 밑에 몰래 묻고 아전에게 말하기를 "내가 죽은 뒤 때가 되면, 서인(西人) 수재(守宰)로, 나와 원수간에 있던 자가 와서 이 비를 파쇄할 것이오. 그렇게 된 즉, 조환( 潮患)이 여전하겠기에 네게 별도의 비석 뭍은 곳을 알려 주는 것이니 너는 명심코 누설치 말라"하였다 한다. 후일 그의 예언이 적중하여 다시 퇴조비를 세우게 되었는데 그 후 다시 세운 비석이 현재의 척주동해비이다.
퇴조비를 세운지 49년이 지난 1710년(숙종 36년), 새로 부임한 부사는 서인 박래정(朴來貞)으로 그는 이 비석의 영험함을 전해듣고, 미신이라며 철거해 버렸다. 그후 다시 해일이 일어 백성들의 원성이 자자하자 박 부사가 근심에 쌓여있었다.
나이 많은 통인이 아뢰기를, 허미수 전 부사께서 오늘 같은 일이 있을 것을 미리 아시고 그 때 가장 나이 어린 저에게 당부를 하고 임지를 떠나셨습니다. "장차 퇴조비에 이상이 있거든 동헌 마루 밑에 퇴조비 하나를 묻어 두었으니 쓰도록 하라" 박래정 부사가 죽서루 또는 동헌 마루를 파보니 과연 퇴조비가 묻혀 있었다. 이에 잘못을 뉘우치고 퇴조비를 다시 세우고 나니 해일이 멎었다. 그 이후 사람들은 퇴조비를 영험한 비석으로 여기고 수화불침(水火不侵)의 영물로 여기고 재앙을 막기 위해 다시 세웠다.

### 예언
도가와 노장 사상에도 두루 지식을 가진 그는 예언과 예지, 점술 등에도 능했다 한다. 허적 또는 허견의 탄생과 관련하여 허미수의 선견지명을 보여주는 한 일화가 전해진다.
일설에는 허목은 자신의 친척과 한때 절에서 함께 공부를 했다. 그런데 그 절에서는 매월 보름이면 스님이 한 명씩 없어졌다. 그런데 이 일가가 살펴보니 이무기가 법당 바위 뒷편에 숨어있으면서 스님을 잡아먹기 때문이었고, 허목과 그의 친척은 이무기를 칼로 죽였다. 그런데 이때 이무기의 기운인 파란 줄기가 그 친척의 집으로 뻗치고 들어갔다. 허목은 그것이 상서롭지 못한 조짐이라고 판단하여 그 집에서 아들을 낳는 족족 없애라고 충고하였다. 이 친척은 그의 충고를 따라 두 아이를 없앴으나, 그리고 세 번째로 태어난 아이는 차마 죽이지 못했다. 이때 허목은 그 아이가 허씨 가문의 멸족을 초래할 것으로 예견하고 죽이려 했으나 이 친척은 더는 죽일 수 없노라며 아이를 살려두었다. 그러나 허목은 그 아이로 인한 화가 자신에게 미칠 것을 미리 알고 친척간에 파적(破籍)하였다고 한다. 이 셋째 아이가 허적 또는 허적의 서자인 허견이라는 것이다.
허적은 아주 뛰어난 신동이었으나 훗날 허견의 옥사로 남인 전체가 화를 입게 된다. 허적은 허목과 함께 후에 남인을 영도하여 서인인 우암 송시열을 공격하였는데, 허목은 강경한 입장을 띤 데 반해 허적은 온건한 입장을 견지하여 둘의 사이가 벌어집니다. 허적과 갈등을 겪은 허목은 1678년(숙종 4년)에 판중추부사(判中樞府事)가 되어 당시 우의정이던 허적과 그의 아들 허견(許堅)의 실정과 죄상을 논핵하다 왕의 노여움을 삽니다. 바로 연이어 발생한 허견의 옥사에 연루되어 관작을 삭탈당하고 문외출송당하게 된다. 이 전설의 사실여부는 불확실하나 허목의 예언, 예지능력이 뛰어났음을 우회적으로 전하는 일화로 추정된다.

### 이황, 조식과의 인연
그는 퇴계 이황, 남명 조식의 제자인 한강 정구의 문인이었다. 한편으로 퇴계의 학맥을 계승한 이원익의 손녀사위이기도 했다. 또한 그의 동생 죽천 허의(許懿)는 경남 사천에 있는 퇴계 이황의 제자 귀암(龜庵) 이정의 손서였으므로, 처가가 있는 사천으로 갔다가 다시 의령군 대의면 행정리에 정착하게 되었다.
그러나 북인과의 관계를 다소 부담스러워한 그는 스승 정구가 조식, 이황 모두에게서 수학한 점을 근거로 이황에게로 학문적 연원을 댔다.
그의 학문은 이황·조식과 정구, 이원익에게서 계승하여 문하에서 유형원, 이서우, 이담명, 목내선, 하해관 등의 문인들을 배출했고 이들을 통해 오상렴, 이익, 안정복, 신후담, 윤동규, 채제공, 정약용, 이현일 등으로 이어지는 남인 성리학의 근간을 형성하였다. 실용사상과 성리학에만 집착하지 않는 학문적 태도는 실학의 뿌리가 되기도 하였다.

### 외모
청수한 모습에 홀쪽한 몸, 우묵한 이마에 긴 눈썹 등 염담하면서도 광대하다, 여윈 얼굴 긴 눈썹에다 늘씬하고 출중하여 보기에 신선같았고, 대하면 강직하고 시원스러운 운치가 있었다 하며 옛날 사람의 풍모와 흰 털이 섞인 눈썹으로 학과 같은 자태가 있었다고 한다.
자신이 쓴 초상화 자찬(自讚)에 '몸이 마르고 키가 크며 이마가 움푹하고 수염과 눈썹이 길다. 손바닥에 글 문(文)자 무늬가, 발바닥에는 우물 정(井)자 무늬가 있고, 성격은 담담 화평하다'고 스스로의 외모를 평하였다.

## 관련 문화재
- 삼척 죽서루 - 보물 제213호, 제일계정(第一溪亭) 현판은 허목의 글이다.
- 안동 하회 충효당 - 보물 제414호, 사랑채 대청에 걸려 있는 충효당(忠孝堂) 현판은 허목의 글이라고 한다.
- 허목수고본 - 보물 제592-1호, 허목이 쓴 수필 원고본들이다.
- 허목 전서 함취당 - 보물 제592-2호, 허목의 전형적인 대자(大字) 전서풍을 보여주는 편액으로, 고려대학교박물관에 있다.
- 허목 전서 애국우군 - 보물 제592-3호
- 허목 전서 한간문 등 - 보물 제592-4호
- 허목 초상 - 보물 제1509호
- 목장지도 - 보물 제1595-1호
- 목장지도 - 보물 제1595-1호
- 나주 미천서원 - 전라남도의 기념물 제29호
- 미수기언책판 - 경상남도의 유형문화재 제182호
- 미연서원 - 경상남도의 문화재자료 제585호

## 같이 보기
| - 예송 논쟁 - 성리학 - 남인 - 서인 - 청남 - 탁남 - 희빈 장씨 - 정구 - 허자 - 허적 - 이황 - 조식 - 이이 - 권시 - 윤휴 - 윤선거 - 윤선도 - 윤문거 - 윤원거 - 정렴 - 허견 - 김우명 - 김좌명 - 유형원 - 이익 | - 경신대출척 - 기사환국 - 갑술환국 - 송시열 - 송준길 - 김수항 - 김수흥 - 김석주 - 김석연 - 김장생 - 김집 - 송익필 - 민암 - 민종도 - 민장도 - 민유중 - 민정중 - 원두표 - 이이첨 - 김익훈 - 김자점 - 복평군 - 복창군 - 인성군 - 허잠 | - 실학 - 북벌론 - 허견의 옥사 - 복선군 - 동평군 - 송익필 - 윤증 - 이기이원론 - 이기일원론 - 보지화양동 불알송선생 - 김태일 - 이서우 - 장현 - 장희재 - 허준 - 허균 - 홍우원 |

## 참고 문헌
- 효종실록
- 현종실록
- 숙종실록
- 기언

## 관련 서적
- 김길환, 《許穆의 學問과 思想》 (한국학보 18, 1980)
- 삼척문화원, 《미수허목의 서예연구》 (삼척문화원, 1994)
- 노대환, 《소신에 목숨을 건 조선의 아웃사이더》 (역사의 아침, 2007)
- 박영규, 《한권으로 보는 조선왕조실록》 (들녘, 1998)
- 이덕일, 《당쟁으로 보는 조선역사》 (도서출판 석필, 2004)
- 이덕일, 《송시열과 그들의 나라》 (김영사, 2000)
- 이성무, 《조선을 만든 사람들》 (청아, 2009)
- 최강현, 《미수 허목의 기행문학》 (신성출판사, 2007)
- 박석무, 《조선의 의인들:역사의 땅 사상의 고향을 가다》 (한길사, 2010)
- 홍만종, 《해동이적:(증보)》 (신해진, 김석태 공역, 경인문화사, 2011)
- 정옥자, 《우리선비》 (현암사, 2006)
- 강만길, 《한국인물탐사기》 (도서출판 오늘, 1997)
- 이이화, 《이야기 인물한국사 5》 (한길사, 1993)
- 민족문화추진위원회, 《국역 미수기언 1-5》 (민족문화추진위원회, 1981)
- 유영희, 「탈성리학의 변주 미수 허목과 백호 윤휴를 중심으로」, 고려대학교 민족문화연구소, 《민족문화연구 33》 (고려대학교 민족문화연구소, 2000)
- 박진아, 《眉叟 許穆의 皇極說에 관한 연구:학위논문》 (고려대학교 출판부, 2009)
- 석승징, 《眉叟 許穆의 歷史 認識과 民族 意識에 관한 硏究:학위논문》 (성균관대학교 출판부, 2010)
- 김준석, 〈허목의 반북벌론과 농민보호대책〉, 유풍연박사 회갑논문집 간행위원회, 《유풍연박사회갑기념논문집》 (전주대학교, 1991)
- 김준석, 《조선후기 국가재조론의 대두와 전개:연세대학교 박사학위논문》 (연세대학교, 1991)
- 김준석, 허목의 예약론과 군주관, 연세대학교, 《동방학지 54·55·56》 (연세대학교, 1987)
- 이창식, 허목의 시문학과 풍속관, 동국대학교 《한국문학연구 9》 (동국대학교, 1986)
- 허목의 고학과 역사인식-'동사' 중심으로 〈한국학보〉 40 : 한영우, 일지사, 1985
- 김길환, 허목의 학문과 사상, 〈한국학보 18》 (일지사, 1980)
- 정옥자, 미수 허목연구-그의 문학관 중심으로, 서울대학교 국사학과, 《한국사론 5》 (서울대학교 국사학과, 1979)